# Francia mondattan
Ez a szócikk a francia nyelv mondattanát mutatja be vázlatosan, a francia mondat szerkezeteinek jellegzetességeit hangsúlyozva ki összehasonlításban a magyar mondat szerkezeteivel.
A szónál nagyobb és a mondatnál kisebb nyelvi egységben, a szószerkezetben, ha az főnévi, ennek determinánsaira vonatkozóan az jellemző a franciára, hogy csak egyszerre egy használható névelőből (határozatlan, határozott, anyag-, birtokos vagy mutató), és a kérdő determináns is kizár más determinánst. Csak számnévi determinánssal és bizonyos határozatlan determinánsokkal együtt használható névelő. Összetett kérdés továbbá az, hogy a főnév mikor nem kap névelőt.
A jelzős főnévi csoporttal kapcsolatban összetett kérdés a melléknévi jelző helye a főnévhez viszonyítva és több egyazon főnév jelzőinek esetén ezek helye a főnévhez és egymáshoz viszonyítva.
Az egyszerű mondat tekintetében nincs lényeges különbség a francia és a magyar között a mondattani elemzésben, attól függetlenül, hogy a két nyelv grammatikáiban egyes mondatrészeket különbözően értelmeznek. Ellenben lényeges különbségek vannak abban, hogy milyen módszerekkel (szórend, prozódia, mondatszerkezetek) fejezik ki a topikot és a predikátumot, valamint hogyan emelik ki a mondat egyik vagy másik részét.
A francia kérdő mondatot illetően is vannak jellegzetességek, ugyanis a mondatrész jellegétől függ, hogy a rá vonatkozó kérdés hány szerkezete alkalmazható. Lehet szó egyről, kettőről, háromról vagy négyről. Az eldöntendő kérdésnek is három szerkesztési módja van.
A francia tagadó mondatra az jellemző, hogy a sztenderd nyelvváltozatban csaknem mindig a ne fő tagadószóval és legalább még egy tagadószóval kell szerkeszteni.
A francia mellérendelő összetett mondatok és a magyar megfelelőik között nincs lényeges különbség, viszont annál inkább van az alárendelő összetett mondatok tekintetében. Ezek főleg a mellékmondat állítmányának igemódjára vonatkoznak, de az igeidejére is, mivel a franciában sokkal több igeidő van, és az igeidő-egyeztetés kötöttebb, mint a magyarban.
További különbségek vannak a két nyelv között abban, hogy mikor fejezik ki az alárendelt cselekvést, történést, állapotot vagy létezést igével, és mikor főnévi igenévvel.

## Szószerkezetek

### A főnévi szerkezet

#### Determinánsos főnévi szerkezet
A főnévi szerkezet legalább egy olyan főnévből áll, amely a szerkezet főeleme, magja, és egy determinánsból, amely mindig a főnév előtt áll, és nemben és számban egyezik ezzel, egyesek esetében pedig hangtanilag is illeszkedik a főnévhez. Olykor a főnévnek két determinánsa is lehet. A determinánsok szempontjából a főnévi szerkezetek lehetnek:
- Határozatlan névelős főnévi szerkezetek: un garçon ’(egy) fiú’, une fille ’(egy) lány’, des garçons (kiejtése [deɡar'sɔ̃]) ’fiúk’, des filles ’lányok’, des enfants [dezɑ̃'fɑ̃] ’gyerekek’. A francia nyelvben, a magyarral ellentétben, többes számú határozatlan névelő is van, és a megszámlálható köznevek esetében egyes számban és többes számban is kötelező akkor, amikor a magyarban nem használatos: Il y a des enfants dans la cour ’Gyerekek vannak az udvaron’, Ton enfant est un garçon ou une fille ? ’Gyereked fiú vagy lány?’
- Határozott névelős főnévi szerkezetek: le garçon ’a fiú’, la fille ’a lány’, l’homme ’a férfi’, l’épouse ’a feleség’, les garçons ’a fiúk’, les filles ’a lányok’, les hommes ’a férfiak’, les épouses ’a feleségek’. Ennek a névelőnek is van többes számú alakja, és ez is illeszkedik hangtanilag a főnévhez.
- Anyagnévelős[3] főnévi szerkezetek: du courage ’bátorság’, de la farine ’liszt’, de l’or ’arany’, de l’eau ’víz’. Az ilyen szócsoport megfelelője a magyarban névelő nélküli egyes számú megszámlálhatatlan köznév.
- Birtokos névelős főnévi szerkezetek: mon cœur ’(a) szívem’, tes parents ’(a) szüleid’, sa sœur ’(a) nővére’. Nem használható vele együtt határozott névelő is.
- Mutató névelős főnévi szerkezetek: ce bâtiment ’ez az épület’, cet appartement ’ez a lakás’, cette fleur ’ez a virág’, ces bâtiments ’ezek az épületek’, ces appartements ’ezek a lakások’, ces fleurs ’ezek a virágok’. Ez a névelő is csak magában használható a franciában.
- Kérdő determinánsos[4] főnévi szerkezetek: quel garçon ? ’milyen/melyik fiú?’, quelle fille ? ’milyen/melyik lány?’. Ez a determináns lehet felkiáltó is: Quelle fille ! ’Micsoda lány!’
- Számneves főnévi szerkezetek: trois livres ’három könyv’, les quatre étages ’a négy emelet’, le premier élément ’az első elem’, une deuxième question ’egy második kérdés’. A tőszámneves szócsoport előfordulhat csak a tőszámnévvel vagy egyikével a határozott, a birtokos vagy a mutató névelők közül, a sorszámneves pedig csak határozott, határozatlan, birtokos vagy mutató névelővel. Megjegyzendő még, hogy a többes tőszámnevekkel a franciában a főnevek is többes számban vannak.
- Határozatlan vagy általános determinánsos[5] főnévi szerkezetek. Egyes ilyen determinánsokkal nem jár soha együtt más determináns is (chaque individu ’mindegyik egyén’), masokkal használható határozott névelő [(les) quelques personnes ’(a) néhány személy’], megint másokkal kötelező az egyes számú határozatlan névelő (une certaine inquiétude ’bizonyos nyugtalanság’), megint másokkal kötelező egyike a határozott, a mutató vagy a birtokos névelők közül: toutes les conditions ’az összes feltétel’, toutes nos conditions ’az összes feltételünk’, toutes ces conditions ’ez az összes feltétel’. Ilyen többes számú determinánsokkal is a főnév többes számban áll.

#### Jelzős főnévi szerkezet
A főnévi csoporthoz tartozhat a determináns(ok)on kívül egy vagy több jelző is. Ezek lehetnek melléknéviek vagy elöljárósok.

##### A melléknévi jelző
A melléknévi jelző nemben és számban egyezik a jelzett főnévvel. Összetett kérdés a francia nyelvben a melléknévi jelző helye a főnévhez viszonyítva.
Legtöbbször a melléknévi jelző helye a jelzett főnév után van. Egyesek csak a főnév után lehetnek. Ezek az ún. „kategorizáló melléknevek” (franciául adjectifs de catégorisation): un horaire ferroviaire ’vasúti menetrend’. Sok az olyan melléknév, amelynek általában a jelzett szó után van a helye, de nem kizárólag: une question importante ’fontos kérdés’.
Kis számú olyan melléknév is van, amely általában a főnév előtt áll. Ezekre nincs szemantikai szabály. Legfeljebb annyit lehet róluk állítani, hogy viszonylag gyakoriak és rövidek (legfeljebb kétszótagúak): un beau garçon ’szép fiú’, un mauvais souvenir ’rossz emlék’, une grande maison ’nagy ház’, un petit enfant ’kicsi gyermek’, une jeune institutrice ’fiatal tanítónő’, un joli dessin ’szép(ecske) rajz’, une grosse valise ’nagy bőrönd’, un haut bâtiment ’magas épület’, un long discours ’hosszú beszéd’, un vieux monsieur ’öreg úr’, de nombreuses observations ’számos észrevétel’. Megjegyzendő, hogy ezek a melléknevek is a főnév mögé kerülnek, ha nekik is van jelzőjük: un bâtiment haut de 100 mètres ’100 méter magas épület’. Ha ilyen melléknévnek határozója van, akkor egyes határozószók esetében ugyancsak a főnév mögé kerül (une maison suffisamment grande ’kielégítően nagy ház’), de más határozószókkal ez nem kötelező: une maison assez grande vagy une assez grande maison ’elég nagy ház’.
Olyan melléknevek, amelyeknek a helye általában a főnév után van, kerülhetnek eléje is, ha alapjelentésük mellett a beszélő által hozzáadott érzelmi jelentéssel is bírnak. Ezt egyes nyelvészek „leíró előrehelyezésnek” (franciául antéposition descriptive) nevezik:
Devant la maison, il y avait un tas de neige énorme ’A ház előtt hatalmas hókupac volt’;
Devant la maison, il y avait un énorme tas de neige ’Hatalmas hókupac volt a ház előtt’.
Egyes melléknevek állhatnak a főnév előtt is, és utána is, azonban a két helyzetben különböző jelentésük van:
| A főnév előtt                         | A főnév után                                   |
| ------------------------------------- | ---------------------------------------------- |
| un homme brave ’bátor ember’          | un brave homme ’derék ember’                   |
| un homme pauvre ’szegény ember’       | un pauvre homme ’szerencsétlen ember’          |
| sa maison propre ’tiszta háza’        | sa propre maison ’saját háza’                  |
| un homme grand ’magas ember’          | un grand homme ’nagy ember’ (jelentős, ismert) |
| une affirmation vraie ’igazi állítás’ | un vrai miracle ’valóságos csoda’              |

Egy főnévnek két vagy több melléknévi jelzője is lehet. Ekkor többféle szórend létezik:
- általában a főnév elé helyezendő melléknév + főnév + általában vagy kötelezően a főnév mögé helyezendő melléknév: un petit chat noir ’kicsi fekete macska’;
- általában a főnév mögé helyezendő melléknév (ez esetben leíró melléknév) + főnév + általában vagy kötelezően a főnév mögé helyezendő melléknév: d’admirables yeux verts immenses ’csodálatra méltó óriási zöld szemek’;
- főnév + két kötelezően vagy általában a főnév mögé helyezendő melléknév: la guerre civile espagnole ’a spanyol polgárháború’;
- két általában a főnév elé helyezendő melléknév + főnév: un grand bel homme ’szép magas férfi’;
- általában a főnév mögé helyezendő melléknév + általában a főnév elé helyezendő melléknév + főnév: une aimable vieille dame ’kedves öreg néni’;
- főnév + általában a főnév elé helyezendő melléknév + kötőszó + általában a főnév elé helyezendő melléknév: un voyage beau mais long ’szép, de hosszú utazás’;
- általában a főnév mögé helyezendő, de leíró melléknév + kötőszó + általában a főnév mögé helyezendő, de leíró melléknév: la brusque et violente sortie du fils ’a fiú hirtelen és erőszakos kirohanása’;
- általában a főnév elé helyezendő melléknév + kötőszó + általában a főnév mögé helyezendő, de leíró melléknév: un vieux et honnête fermier ’öreg és becsületes gazdálkodó’;
- főnév + általában a főnév mögé helyezendő, de leíró melléknév + kötőszó + általában a főnév elé helyezendő melléknév: des dents blanches et petites ’kicsi és fehér fogak’.

Az egymást követő melléknévi jelzők sorrendjét az jellemzi, hogy általában osztályozó, pontos, tárgyilagos melléknév áll a főnév mellett, és nem egy homályos vagy szubjektív: une maison blanche pittoresque ’festői fehér ház’, un seul autre grand problème ’egyetlen más nagy kérdés’.

##### Az elöljárós jelző
Az elöljárós főnévvel, névmással, főnévi igenévvel vagy határozószóval kifejezett jelző mindig a jelzett szó után áll:
une voiture sans chauffeur ’sofőr nélküli autó’;
le chien de personne ’senki kutyája’;
une chose à faire ’megtenni való dolog’;
les gens d’ici ’az itteni emberek’.
Ha egy főnévnek elöljárós jelzője és a főnév mögé helyezendő melléknévi jelzője is van, az elöljárós jelző a melléknév előtt áll: un manteau d’hiver neuf ’új télikabát’. A kategorizáló melléknév is mindig a másféle a főnév mögé helyezendő melléknév előtt áll: le budget militaire russe ’az orosz katonai költségvetés’.

#### Névelő nélküli főnévi szerkezet
Gyakran előfordul, hogy főnevet nem használnak névelővel. A névelő hiányának összetett szemantikai okai vannak, vagy archaikus szerkezetek jellegzetessége. Ugyanakkor minden esetnek kivételei is vannak.
1. Tulajdonnevekkel
Több tulajdonnév-kategóriát névelő nélkül használnak, ha nincs jelzőjük.
A egyénneveket névelő nélkül használják a sztenderd nyelvváltozatban (Thomas était très surpris ’Thomas nagyon meg volt lepve’), de jelzővel: Si tu avais vu la tête du pauvre Thomas !... ’Ha láttad volna a szegény Thomas képét...!’.
A családneveknek sincs általában névelőjük, csak többes számban, ha egész családot jelölnek: Dupont travaille chez nous ’Dupont nálunk dolgozik’, de Les Dupont habitent au premier étage ’Dupont-ék az első emeleten laknak’. Megjegyzendő, hogy a családnév ekkor nem kap -s végződést.
A legtöbb városnév is névelő nélkül használatos: Paris, Budapest stb. Kivételek: Le Havre, La Rochelle stb.
Országnevek közül csak kivételesen van névelő nélküli, például Israël ’Izrael’.
Több szigetnévnek sincs névelője: Cuba ’Kuba’, Madagascar ’Madagaszkár’ stb.
2. Elöljáró vagy kötőszó után a névelő hiánya köznév előtt csak az elöljáró/kötőszó egyes jelentéseire érvényes.
Példák elöljárókkal:
- à:
  - bizonyos közlekedési módokat kifejező határozókban: à pied ’gyalog’, à cheval ’lóháton’, à vélo ’biciklivel’;
  - tárgy használatát pontosító jelzőben: un sac à dos ’hátizsák’, un verre à eau ’vizespohár’;
- avec módhatározóban: avec attention ’figyelmesen’, avec dégoût ’undorral’;
- de:
  - bizonyos igék képes helyhatározójában:[10] se tromper de jour ’eltéveszti a napot’, changer de voiture ’autót cserél’, accuser de meurtre ’gyilkossággal vádol’, soupçonner de trahison ’árulással gyanúsít’;
  - dolog természetét, alakját vagy használatát, személy funkcióját pontosító jelzőben: un sac de dame ’női táska’, un chef d’État ’államfő’;
- en:
  - ’-ba(n)/-be(n)’ jelentéssel, nőnemű kontinens- és országnevekkel, magánhangzóval kezdődő hímnemű országnevekkel: en Asie ’Ázsiába(n)’, en France ’Franciaországba(n)’, en Iran ’Iránba(n)’;
  - a magánhangzóval kezdődő évszakok nevével: en été ’nyáron’, en automne ’ősszel’, en hiver ’télen’;
  - anyagnevekkel: C’est en or ’Aranyból van’, un cercle en fer ’vaskarika’;
  - egyes közlekedési eszközök nevével: en voiture ’autóval’, en bus ’busszal’;
  - átváltozás vagy változtatás eredményének kifejezésére: un château transformé en restaurant ’étteremmé átalakított kastély’;
- entre ’között’: entre amis ’barátok között’, entre voisins ’szomszédok között’;
- par: par jalousie ’féltékenységből’, par hasard ’véletlenül’, par beau temps ’szép időben’;
- pour (cause de) ’miatt’: Fermé pour rénovation ’Felújítás miatt zárva’, pour cause d’incendie ’tűzeset miatt’;
- sans ’nélkül’: sans argent ’pénz nélkül’, sans peur ’félelem nélkül’;
- sur ’-ra/-re’: sur ordonnance ’receptre’, sur demande ’kérésre’;

Névelő nélkül használatos a főnév a comme kötőszó után, amikor jelentése ’-ként’: Il travaille comme ingénieur ’Mérnökként / Mint mérnök dolgozik’. Hasonló jelentésű az en tant que kötőszó értékű szókapcsolat: Il travaille en tant qu’ingénier.
3. Állandósult szókapcsolatokban
Ezek leginkább igei szókapcsolatok, amelyek a nyelvtörténet olyan időszakából maradtak fenn, amikor a névelők használata még ingadozó volt. Példák: avoir raison ’igaza van’, faire erreur ’téved’, demander pardon ’bocsánatot kér’, aller pieds nus ’mezítláb megy’, il y a urgence ’sürgős a dolog’, si besoin est ’ha szükséges’.
4. A megismételt ni tagadószó után, ha a tagadás teljes, amikor a megfelelő állító mondatban a ni helyett anyagnévelő vagy határozatlan névelő lenne: Elle ne boit ni vin ni bière ’Nem iszik se bort, se sört’. Ellenben ni nem helyettesíti a határozott névelőt: Elle n’aime ni le vin ni la bière ’Nem szereti se a bort, se a sört’.
5. A foglalkozásnevek névszói állítmány névszói részeként névelő nélkül használandók, ha az alany főnév vagy személyes névmás, és a foglalkozásnévnek nincs jelzője: Paul/Il est journaliste ’Paul/Ő újságíró’, de C’est un journaliste ’Ez az ember újságíró’ (az alany nem főnév vagy személyes névmás), Paul est un journaliste renommé ’Paul neves újságíró’ (a névnek jelzője van).
6. Az értelmező is szerepelhet névelő nélkül: Nous avons mangé du goulach, plat traditionnel hongrois ’Gulyást, hagyományos magyar ételt ettünk’.
7. Felsorolásokban, az írott nyelvben, gyakran hiányoznak a névelők: Financiers, urbanistes, économistes, juristes et autres chercheurs s’occupent de ce problème ’Pénzügyi szakértők, városépítészek, közgazdászok, jogászok és más kutatók is foglalkoznak ezzel a kérdéssel’.
8. Címekben, feliratokon, étlapokon:
- újságcikk címében, amikor azt jelzi, hogy valami megtörtént: Nombreux accidents sur la route ce weekend ’Számos közúti baleset a múlt hétvégén’;
- könyv, fejezet címében, amikor azt jelzi, mit tartalmaz, mi is tulajdonképpen: Grammaire du français ’A francia nyelv grammatikája’, Introduction ’Bevezető’;
- intézmények nevét tartalmazó feliratokon: Théâtre municipal ’Városi színház’;
- közhelyeken található informáló és figyelmeztető feliratokon: Parking ’Parkoló’, Sortie de secours ’Vészkijárat’;
- ételnevek étlapokon: Fromages ’Sajtok’.

### A melléknévi szerkezet
A melléknévnek lehet határozója, amelyet az összehasonlító szerkezeteken kívül kifejezhet határozószó, elöljárós főnév, főnévi igenév vagy névmás. Ezek a következőképpen helyezkednek el:
- A határozószó mindig a melléknév előtt áll: La route est très sinueuse ’Az út nagyon kanyargós’.[11]
- A elöljárós határozók helye mindig a melléknév után van:[12]
  - főnév: C’est difficile pour un enfant ’Ez nehéz gyerek számára’;
  - főnévi igenév: C’est facile à faire ’Könnyű megcsinálni’;
  - névmás: C’est important pour moi ’Ez fontos nekem’.

A határozót kifejező névmás a leggyakrabban hangsúlyos alakú, viszont egyes melléknevekkel lehet hangsúlytalan is, de ekkor nincs elöljárója és az állítmány előtt áll: Cette voiture est trop chère pour moi ’Ez a kocsi túl drága nekem’, de Cette personne m’est chère ’Ez a személy kedves nekem’.
Az összehasonlító szerkezetekben a határozó kötőszóval kapcsolódik a melléknévhez: Il est gros comme un éléphant ’Olyan nagy, mint egy elefánt’. A középfok kifejezésében a kötőszó que: Il est plus gros qu’un éléphant ’Nagyobb, mint egy elefánt’. Felsőfokban viszont a de elöljáró az összekapcsoló szó: la plus belle de toutes ’az összes közül a legszebb’.
A melléknévnek is lehet több határozója: C’est très difficile à comprendre ’Ez nagyon nehezen érthető’.

### A határozószó szerkezete
Határozószónak is lehet más határozószóval vagy elöljárós főnévvel/névmással kifejezett határozója, és a szerkezetek szórendjének tekintetében is van hasonlóság a melléknévi csoporttal: trop vite ’túl gyorsan’, indépendamment des circonstances ’a körülményektől függetlenül’, contrairement à toi ’veled ellentétesen’. Néhány esetben a határozószóval kifejezett határozó követi az őt alárendelő határozószót: surtout aujourd’hui ’főleg ma’, de aujourd’hui aussi ’ma is’.
A melléknévvel ellentétben a határozószónak nem lehet főnévi igenévvel kifejezett határozója.
A határozószóra vonatkozó összehasonlító szerkezetek is hasonlóak a melléknévre vonatkozóakra: Il court vite comme un lièvre ’Olyan gyorsan fut, mint egy nyúl’, Elle est venue plus tôt que d’habitude ’Korábban jött, mint szokott’, Il s’est levé le plus tard de tous ’Mindenkinél később kelt fel’.

### A számnévi szerkezet
A tőszámnév alárendelhet határozószót, amely hozzávetőlegessé teszi, pontossítja vagy korlátozza: presque vingt ’majdnem húsz’, trente environ vagy environ trente ’körülbelül harminc’, cinquante exactement ’pontosan ötven’, seulement six vagy six seulement ’csak hat’. Ha a számnév jelzője egy főnévnek, akkor ez a számnév és annak határozója között helyezkedik el, amennyiben főnév nélkül ez utóbbi állhat a számnév után: trente seulement ’csak harminc’, trente heures seulement ’csak harminc óra’.

## Az egyszerű mondat

### Az állító mondat

#### A kanonikus állító mondat
A francia SVO-nyelv, tehát a kanonikus állító mondatban, azaz abban az állító mondatban, amelyben három mondatrész van, az állítmány egyetlen szóból áll, és egyetlen mondatrész sincs kiemelve, de prozódiai szempontból egyik sem hangsúlytalan, a szórend alany + állítmány + tárgy/határozó:
Pierre aime Marie ’Pierre szereti Marie-t’;
Pierre téléphone à sa mère ’Pierre telefonál az anyjának’.
Ilyen mondatban logikai szempontból a topik az alany (Pierre), és az első helyen áll, a predikátum (aime Marie) pedig a második helyen, és a beszélő nem tesz semmiféle erőfeszítést arra, hogy ez legyen a mondat logikai részeinek a szerepe.

#### A nem kanonikus állító mondat

##### Háromnál több mondatrészes állító mondat
A mondatban lehet a tárgy mellett kettő a következő határozófélékből is: részeshatározó, képes helyhatározó vagy másféle határozó. Ha tárgy van a mondatban, ez megelőzi a határozókat, és ha részeshatározó vagy képes helyhatározó is van, ez megelőzi a másféle határozót: Les enfants ont acheté des fleurs à leur maman à l’occasion de la fête des Mères ’A gyerekek virágot vettek anyukájuknak Anyák-napjára’.

##### Hangsúlytalan mondatrészeket is tartalmazó állító mondat
A franciában nincs külön szó nélkül kifejezett alanyú mondat, a felszólító mondaton kívül. Ezért, ha nem hangsúlyos szó, akkor egy hangsúlytalan névmás fejezi ki az alanyt. A tárgyat és a határozókat is kifejezheti hangsúlytalan névmás, és ekkor más a mondat természetes szórendje: a tárgy vagy/és a határozó helye az alany után és közvetlenül az állítmány előtt van:
- Je te vois ’Látlak’ – tárgyi funkciójú személyes névmás;
- Je lui téléphone ’Telefonálok neki’ – részeshatározói funkciójú személyes névmás;
- J’en parle ’Beszélek erről/róla’ – képes helyhatározói funkciójú ún. „határozói névmás”[20] (franciául pronom adverbial);
- J’y vais ’Elmegyek oda’ – helyhatározói funkciójú határozói névmás.

Hangsúlytalan névmással kifejezett ilyen bővítménye az állítmánynak csak kettő lehet. Ezek egymásközti szórendje a névmások fajtájától és a személyes névmások esetében személyüktől függ.
Az alábbi táblázatokban a hangsúlytalan személyes névmások sorrendjét mutatjuk be. Az oszlopokban függőlegesen felsoroltak egymásközt felcserélhetők, és értelemszerűen csak az egyik szerepel egyidőben a mondatban.
Ha a részeshatározói funkciójú és a tárgyi funkciójú névmások különböző személyűek, közülük első helyen a részeshatározó áll:
| Alany | Részeshatározó  | Tárgy     | Állítmány | Jelentés   | Jelentés                          | Jelentés                  |
| ----- | --------------- | --------- | --------- | ---------- | --------------------------------- | ------------------------- |
| Il    | me te nous vous | le la les | montre    | Megmutatja | [azt (hímnem) azt (nőnem) azokat] | nekem neked nekünk nektek |

Ha a részeshatározó és a tárgy egyazon (harmadik) személyűek, akkor a tárgy az első:
| Alany | Tárgy     | Részeshatározó | Állítmány | Jelentés  | Jelentés                      | Jelentés   |
| ----- | --------- | -------------- | --------- | --------- | ----------------------------- | ---------- |
| Tu    | le la les | lui leur       | présentes | Bemutatod | [őt (hímnem) őt (nőnem) őket] | neki nekik |

##### Összetett igeidő-alakú állítmányos állító mondat
Az ilyen mondatban az, hogy a határozószóval kifejezett határozó helye a segédige és a múlt idejű melléknévi igenév közé kerül vagy ez utóbbi mögé, bizonyos tényezőktől függ.
Amennyiben a határozószó viszonylag rövid és nem hely- vagy időhatározó, a kettő között helyezkedik el: Georges est déjà parti ’Georges már elment’. Akkor is ott a helye, amikor hosszú, -ment-nal képzett ugyan, de nem leíró jellegű: […] des rebelles avaient effectivement pris position dans la ville ’[…] felkelők ténylegesen állást foglaltak el a városban’.
A -ment-nal képzett leíró jellegű határozószók helye általában a múlt idejű melléknévi igenév után van (Ils ont procédé prudemment ’Óvatosan jártak el’), de egyesek kerülhetnek a kettő közé is, más jelentésárnyalattal. Példák:
Le travail a progressé lentement ’A munka lassan haladt’;
Le travail a lentement progressé ’Lassacskán a munka haladt’.
A határozószóval kifejezett helyhatározó helye nem lehet a segédige és a melléknévi igenév között akkor sem, ha rövid: Je l’ai rencontré là-bas ’Ott találkoztam vele’. Ugyanaz vonatkozik az idő-határozószóra is: Tu t’es levé tard ce matin ’Későn keltél fel ma reggel’.

##### Az alanyon kívüli mondatrészek topikká tétele
Csak szórendi és prozódiai módszerekkel
A nyelvi kommunikációban az, hogy melyik grammatikai szempontból tekintett mondatrész a topik és melyik a predikátum, a kontextustól és a beszélő vagy az író szándékaitól függ. Ezért a topik nem mindig az alany. Ez a magyar nyelvre is vonatkozik, de a szórend sokszor különbözik a két nyelv között. Egy olyan kérdés, mint például Quand vas-tu à la poste ? ’Mikor mész a postára?’ az időhatározóra utal. A válasz rá lehet például Je vais à la poste demain ’Holnap megyek a postára’, és benne a topik Je vais à la poste, a predikátum pedig demain, erősebb hangsúlyozással, mint a vais és a poste szavak. Ha viszont a kérdés Que fais-tu demain ? ’Mit csinálsz holnap?’, tehát az állítmányra vonatkozik, a válasz tartalmilag és grammatikailag ugyanaz, mint az előző, Demain, je vais à la poste ’Holnap a postára megyek’, de benne Demain lett a topik a mondat elejére tételével és nagyobb hangmagassággal való kiejtésével az utolsó (hangsúlyos) szótagján, miközben je vais à la poste predikátum lett.
Akármelyik határozó lehet ilyen módon topik, sőt, a mondatban két topik is lehet, két határozóval kifejezve, melyek közül az első fontosabb: En Laponie, en été, il y a beaucoup de moustiques ’Lappföldön nyáron sok szúnyog van’.
Főleg az írott nyelvben, amikor határozó (a részesen kívül) a mondat első része, és az alanyt hangsúlyos szó fejezi ki, ez utóbbi az állítmány mögé kerülhet: Une heure plus tard se produisit un évènement imprévu ’Egy órával később váratlan esemény következett be’, Ensuite seront désignés les lauréats ’Azután ki fogják jelölni a díjazottakat’.
Az igei állítmány is lehet topik a kanonikus mondat részeinek a felcserélésével: Pierre, Paul, Marie et Juliette ont été reçus ’Pierre, Paul, Marie és Juliette átmentek a vizsgán’ → Ont été reçus Pierre, Paul, Marie et Juliette ’Átment a vizsgán Pierre, Paul, Marie és Juliette’.
A topik–predikátum kérdésen kívül említendő a közbevetett mondat esete az írott nyelvben. Ebben a szórend állítmány + alany, ez utóbbi akár hangsúlyos szó, akár hangsúlytalan személyes névmás: Arrêtez-vous, hurla le gendarme en pointant son arme ’Megállni! – ordította a csendőr, fegyverét rájuk szegezve’, Qu’allons-nous faire, demanda-t-il ? ’Mit fogunk tenni? – kérdezte’.
A fesztelen nyelvi regiszterben a tárgy is lehet topik: J’adore le chocolat ’Imádom a csokit’ → Le chocolat, j’adore ’A csokit imádom’ (a franciában és a magyarban is a legnyomatékosabb hangsúllyal az állítmányon).
Az eddigi példákban a kanonikus mondat nem kanonikussá való tétele csak szórendi és prozódiai (hangsúlyozási és hangmagassági) változásokkal jár. Ez a módszer ritkább a francia nyelvben, mint a magyarban, mert az ilyen típusú francia mondat szórendje kötöttebb a magyaréhoz képest, de, az újlatin nyelvek közül, a spanyolhoz képest is.
Hozzáadott szavakkal alkotott szerkezetekkel
A franciában a nem kanonikus mondat legtöbbször nem csupán szórendben és prozódiai vonásokban különbözik a kanonikustól, hanem ezekkel egyidőben bizonyos kiegészítő szavakkal alkotott szerkezetek is hozzájárulnak a különbséghez.
Az egyik ilyen szerkezetben a topik utolsó hangsúlyos magánhangzójának hangmagassága nagyobb, mint a predikátum utolsó hangsúlyos magánhangzójáé, és a topikra hangsúlytalan névmás utal a predikátumban. Ilyen topik lehet:
- a tárgy, a szokásos nyelvi regiszterben is: Pierre a lu la lettre de Marie ’Pierre elolvasta Marie levelét’ → La lettre de Marie, Pierre l’a lue ’Marie levelét elolvasta Pierre’, J’adore le chocolat ’Imádom a csokit’ → Le chocolat, je l’adore ’A csokit imádom’;
- a helyhatározó: Là-bas, il y faisait moins chaud ’Ott kevésbé volt meleg’ (Lehetséges az y határozói névmás nélkül is: Là-bas, il faisait moins chaud.)

Egy másik topikká tevő szerkezet a szenvedő igenemű állítmányos: Pierre accuse Paul ’Pierre vádolja Pault’ → Paul est accusé par Pierre ’Pault Pierre vádolja’ (szó szerint ’Paul Pierre által van vádolva’).

##### Mondatrész kiemelése
A beszélt nyelvben lehet mondatrészt kiemelni csupán erősebb hangsúlyozással, ami a hangsúlyos magánhangzó nagyobb hangmagasságával jár:
- határozót: Je vais à la POSTE demain ’A postára megyek holnap’, On s’est arrêtés LÀ ’Itt álltunk meg’;
- az állítmányt: J’ai LAVÉ le parquet ’Felmostam a parkettát’ (beleértve például azt, hogy ’nemcsak felsepertem’).

Az írásban is érzékeltethető kiemelés kiegészítő szavakkal alkotott szerkezetekkel történik.

###### Ac’est ... qui/queszerkezet
Az egyik kiemelő szerkezet a c’est + kiemelendő mondatrész (beleértve egész szócsoportot is) + qui/que vonatkozó névmás. Ez ugyanakkor predikátummá tétel is.
A qui-t tartalmazó szerkezet mindig az alanyt emeli ki. Egyébként az alanyt nem lehet a francia beszédben kiemelni csupán erősebb hangsúlyozással: C’est l’ambassadeur qui est parti ’A nagykövet ment el’, C’est l’ambassadeur de France qui est parti ’A francia nagykövet ment el’. Ha az alany többes számú, a szerkezet első tagja általában egyezik vele: Ce sont toujours les meilleurs qui partent les premiers ’Mindig a legjobbak mennek el elsőkként’. Elfogadható az egyeztetés hiánya is, főleg a fesztelen nyelvi regiszterben: C’est les meilleurs qui ... Azonban ha többes szám első vagy második személyű személyes névmás az alany, a ce sont alak kizárt: C’est nous qui sommes arrivés les premiers ’Mi érkeztünk meg elsőkként’. Mivel az alany hangsúlyozott ebben a szerkezetben, ha a használt névmásnak van a hangsúlytalantól különböző hangsúlyos alakja, akkor ez utóbbi kötelező: C’est moi qui suis tombé ’Én estem el’. Általában a szerkezet első részében található létige jelen időben marad akkor is, ha az állítmány más időben van, amint az előző példában látszik.
Ha az állítmány névszói, az alany kiemelésekor a qui elhagyható: C’est Paris qui est la capitale de la France vagy C’est Paris la capitale de la France ’Párizs Franciaország fővárosa’ (nem más város). Az utóbbi fogalmazás szórendjét meg lehet változtatni úgy, hogy a kiemelő jelentése megmarad: La capitale de la France, c’est Paris ’Franciaország fővárosa Párizs’ (nem más város). Megjegyzendő, hogy, ha C’est Paris gyengébben van hangsúlyozva, és utána kis szünet van (írásban vessző), a mondat jelentése egészen más, mégpedig bemutató: C’est Paris, la capitale de la France ’Ez Párizs, Franciaország fővárosa’.
A que-s szerkezet legtöbbször a tárgyat és a határozókat emeli ki: C’est un manteau que je veux ’Kabátot akarok’, C’est un manteau de fourrure que je veux ’Bundakabátot akarok’, C’est au lycée que nous nous sommes rencontrés ’A gimnáziumban találkoztunk’. Csak a többes számú tárgy esetében lehetséges a ce sont alak, de ez is csak az írott nyelvben használatos: C’est eux que j’aime vagy Ce sont eux que j’aime ’Őket szeretem’ (nem másokat).
A que-s szerkezettel a névszói állítmány névszói részét is ki lehet emelni: C’est svelte et blonde que je l’imagine ’Karcsúnak és szőkének képzelem el’. Ha a kopula a létige, egyes esetekben el is lehet hagyni: C’est un brave type qu’est Pierre vagy C’est un brave type que Pierre ’Derék fickó Pierre’.
Nem tévesztendő össze a que-s kiemelő szerkezet egy hasonlóan írottal, de amelyben que jelzői mellékmondatot vezet be. Csak írott alakban és megfelelő szövegkörnyezet hiányában egy olyan mondat, mint C’est la cravate que je préfère két módon értelmezhető. Ha la cravate kiemelt, akkor a mondat azt jelenti, hogy ’A nyakkendőt szeretem jobban’, de ha nem kiemelt, akkor a mondat fordítása ’Ez a kedvenc nyakkendőm’ (közelebb a francia szerkezethez ’Ez az a nyakkendő, amelyet jobban szeretek’).

###### A mondatrész kétszeres kifejezése
Mondatrészt nemcsak topikká lehet tenni úgy, hogy névmással utalnak rá, hanem ki is lehet emelni ezzel a módszerrel.
A főnévvel kifejezett alany kiemelhető azzal, hogy ráutalnak a neki megfelelő hangsúlyos személyes névmással: Les vrais coupables, eux, buvaient des apéritifs au bistrot ’A valódi bűnösök aperitifeket ittak a bisztróban’ (a bűnösöknek vélt ártatlanokkal ellentétben). A névmás hangsúlytalan alakú is lehet: Mon père, il parle peu ’Az apám keveset beszél’ (másvalakihez képest). Még hangsúlyosabb a kiemelés, ha a névmás hangsúlyos és hangsúlytalan alakja is utal a főnévre: Mon père, lui, il parle peu.
A harmadik személyű személyes névmás is kiemelhető ezzel a módszerrel (Lui, il ne viendra pas ’Ő nem fog eljönni’), de egyedül is kiemelt: Lui ne viendra pas. Más személyű névmás esetében a megkettőzés kötelező, ha ki akarjuk emelni: Moi, je veux partir ’Én el akarok menni’, Vous, vous n’avez rien à craindre ’Önnek nincs mitől félnie’.
A ce hangsúlytalan semleges nemű mutató névmást is ki lehet emelni azzal, hogy utaló névmásként használják a cela hangsúlyos alakot vagy ennek beszélt nyelvi ça változatát: Cela/Ça, c’est vrai ’Ez igaz’.
A tárgy kiemelése hasonló az alanyéhoz abban is, hogy a mondat elejére kerül:
- határozott névelős főnévvel kifejezett tárgy és ráutaló személyes névmás hangsúlytalan és, esetleg, hangsúlyos alakban: Ça dégoûte les jeunes de travailler ’Undorítja a fiatalokat a munka’ → Les jeunes, (eux,) ça les dégoûte de travailler ’A fiatalokat undorítja a munka’ (szó szerint ’A fiatalokat, őket, undorítja dolgozni’);
- anyagnévelős főnévvel kifejezett tárgy és a ráutaló en névmás: Il y a du pain ’Van kenyér’ → Du pain, il y en a ’Kenyér, az van’;
- személyes névmással kifejezett tárgy hangsúlyos és hangsúlytalan alakban: Il va m’écouter ’Meg fog hallgatni’ → Moi, il va m’écouter ’Engem meg fog hallgatni’.

A határozók kiemelésére is használják ezt a szerkezetet:
- személynévvel kifejezett részeshatározó és ráutaló hangsúlytalan személyes névmás: Je parle très peu à mon père ’Nagyon keveset beszélek az apámmal’ → Mon père, je lui parle très peu ’Az apámmal nagyon keveset beszélek’ – többnyire elhagyják az elöljárót, de maradhat is: À mon père, je lui parle très peu.
- személynévvel kifejezett képes helyhatározó és ráutaló elöljárós hangsúlyos személyes névmás: Je pense souvent à mon père ’Gyakran gondolok az apámra’ → Mon père, je pense souvent à lui ’Az apámra gyakran gondolok’ – az elöljáró csak a névmás előtt áll.
- személyes névmással kifejezett részeshatározó hangsúlyos és hangsúlytalan alakban: Il m’écrit souvent ’Gyakran ír nekem’ → À moi, il m’écrit souvent vagy Moi, il m’écrit souvent ’Nekem gyakran ír’ – az elöljáró maradhat vagy elhagyható;
- főnévvel kifejezett helyhatározó és a ráutaló y névmás: Je vais souvent à Paris ’Gyakran megyek Párizsba’ → À Paris, j’y vais souvent vagy Paris, j’y vais souvent ’Párizsba gyakran megyek’ – az elöljáró maradhat vagy elhagyható.

A melléknévvel kifejezett névszói állítmány névszói részét két értelemben lehet kiemelni:
- Az alanyt kétszer kifejezve, főnévvel vagy hangsúlyos névmással a mondat végén és ráutaló hangsúlytalan névmással + a kopulával a mondat elején, a kiemelésnek érzelmi jelentése van: La Loire est belle ’A Loire szép’ → Elle est belle, la Loire ’Szép a Loire’. Ez a mondat megközelítően ugyanazt fejezi ki, mint a ’Milyen szép...!’ kezdetű.
- A melléknevet a mondat elejére helyezve és a le hímnemű alakú, de semleges értékű személyes névmással utalva rá, a tulajdonságot ellentétbe helyezik egy másikkal: Belle, elle l’est, mais intelligente pas du tout ’Szépnek szép, de okos egyáltalán nem’.

Ez utóbbi szerkezettel lehet kiemelni a főnévvel kifejezett névszói állítmány névszói részét is: Il ne sera jamais président ’Soha nem lesz elnök’ → Président, il ne le sera jamais ’Elnök nem lesz soha’ (de talán más funkciót be fog tölteni).

###### Mutató névmás + vonatkozó névmás + állítmány +ce+ létige + kiemelendő mondatrész
Példák:
- Pierre a gagné ’Pierre győzött’ (a Pierre szó kanonikus hangsúlyozásával) → Celui qui a gagné, c’est Pierre ’Pierre az, aki győzött’ (nem másvalaki) (szó szerint ’Az, aki győzött, Pierre’);
- J’ai parlé à Marie ’Szóltam Marie-nak’ → Celle à qui j’ai parlé, c’est Marie ’Marie az, akinek szóltam’;
- Il nous faut le bonheur ’Kell nekünk a boldogság’ → Ce qu’il nous faut, c’est le bonheur ’A boldogság az, ami kell nekünk’;
- Je suis fier de mon travail ’Büszke vagyok a munkámra’ → Ce dont je suis fier, c’est mon travail ’A munkám az, amire büszke vagyok’;
- Elle veut travailler ’Dolgozni akar’ (a dolgozni szó kanonikus hangsúlyozásával) → Ce qu’elle veut, c’est travailler ’Dolgozni akar’ (szó szerint ’Az, amit akar, az dolgozni’);
- Je pense à ma santé ’Gondolok az egészségemre’ → Ce à quoi je pense, c’est ma santé ’Az egészségem az, amire gondolok’.

Megjegyzések:
- Grammatikailag ebben a szerkezetben két mondat van: főmondat és beleékelt jelzői mellékmondat.
- A mondat elején található mutató névmás alakja celui, celle, ceux vagy celles, ha a kiemelt mondatrész személynév vagy személyre utaló névmás, és ce, ha élettelent megnevező főnév, élettelenre utaló névmás vagy főnévi igenév.
- Ritkán ugyan, de előfordul a létige a ce névmás nélkül is, beszédben rövid szünettel a létige előtt (írásban vessző nélkül), és ekkor a kiemelés gyengébb: Pierre veut visiter Barcelone avec Juliette ’Pierre meg akarja látogatni Barcelónát Juliette-tel’ → Celle avec qui Pierre veut visiter Barcelone est Juliette ’Juliette az, akivel meg akarja látogatni Pierre Barcelónát’.
- A főnévi igenevet a mondat elejére is lehet helyezni: Il ambitionne brasser des affaires ’Nagyon óhajt üzletelni’ → Brasser des affaires, c’est ce qu’il ambitionne ’Üzletelni óhajt nagyon’ (szó szerint ’Üzleteket forgatni, ez az, amit ambicionál’).[27]

###### Avoilà-s szerkezet
Az utóbbi példában helyettesíteni lehet a c’est-t a voilà ’íme’ határozószóval: Brasser des affaires, voilà ce qu’il ambitionne. Ezzel a határozószóval névszói állítmány alanya is kiemelhető: Le hasard est la clé de l’évolution ’A véletlen az evolúció kulcsa’ → Le hasard, voilà la clé de l'évolution ’A véletlen az evolúció kulcsa’ (= ’Nem valami más, mint a véletlen az evolúció kulcsa’).

### A kérdő mondat
A francia kérdőmondat fő jellegzetessége az, hogy az eldöntendő kérdés és akármelyik kiegészítendő kérdés is egy, kettő, három vagy négy módon fogalmazható meg jelentési különbség nélkül. A szerkezeteik között csak regiszterbeli különbségek vannak.

#### Az eldöntendő kérdés
Az eldöntendő kérdésnek három szerkezete van. Egy olyan magyar kérdésnek, mint például ’Jössz-e?’ a következő francia szerkezetek felelnek meg:
1. Tu viens ? – Ennek a szerkezetnek ugyanaz a szórendje, mint az azonos tartalmú kijelentő mondaté, de hanglejtése emelkedő. A beszélt nyelvben, a szokásos és a fesztelen nyelvi regiszterben használatos.
2. Est-ce que tu viens ? – Ez a szerkezet a mondat kérdői jellegét jelző, többnyire lexikális jelentés nélküli, nem lefordítható,[35] olykor a ’vajon’ szónak megfelelő szókapcsolattal alkotott, alany + állítmány szórendű, és ereszkedő hanglejtésű. Úgy a beszélt nyelvben, mint az írottban, minden nyelvi regiszterben használt. Az est-ce que szókapcsolat nyomatékosabbá teszi a kérdést, vagy meghosszabbítja azt, olykor csupán azért, hogy a beszélő gondolkodási időt nyerjen.
3. Viens-tu ? – E szerkezet fordítottnak nevezett, azaz állítmány + alany szórendű és emelkedő hanglejtésű. Csak névmással kifejezett alany esetében használatos, és ekkor ez kapja a szószerkezet hangsúlyát. Csupán a választékos beszélt és írott nyelvben van jelen ez a szerkezet.

Megjegyzések:
- Az első két szerkezetben kétszer is kifejezhető az alany, kiemelés céljából, tehát a ’Te jössz?’ megfelelői lehetnek: Toi, tu viens ?, Tu viens, toi ?, Est-ce que tu viens, toi ? vagy Toi, est-ce que tu viens ?
- A harmadik szerkezetben, ha az állítmány időalakja összetett, a szórend segédige + alany + a lexikális jelentést hordozó igealak: Es-tu venu ? ’Eljöttél-e?’, Vas-tu venir ? ’El fogsz-e jönni?’. Ha névszói az állítmány, az alany a kopula után áll az egyszerű időalakok esetében (Es-tu content ? ’Elégedett vagy-e?’), és ennek segédigéje után, ha az időalakja összetett: As-tu été content ? ’Elégedett voltál-e?’
- A harmadik szerkezetben, ha az alanyt harmadik személyű személyes névmás fejezi ki, közte és az ige/segédige között mindig egy [t] hallatszik. Az írott, de általában nem kiejtett t-re vagy d-re végződő igék esetében ez köti az igét a névmáshoz: Vient-il ? ’Jön-e (ő)?’ (hímnemű alany), Viennent-elles ? ’Jönnek-e?’ (nőnemű alany), Attend-elle ? ’Vár-e?’ (nőnemű alany). Ha az ige e-re végződik, akkor is [t] hallatszik az alany előtt, -t- írott alakban: Parle-t-il ? ’Beszél-e (ő)?’
- Amikor az alanyt főnév fejezi ki, ez a mondat elején van, és neki megfelelő névmás utal rá, mint az előző példákban: Marie vient-elle ? ’Eljön-e Marie?’
- A fordított szórendű szerkezetben, ha az állítmánynak van bővítménye, ez az alanyi funkciójú névmás után helyezendő el: Venez-vous maintenant ? ’Most jön (ön)?’

A névszói állítmányos felkiáltó mondat szerkezete lehet ugyanolyan típusú, mint a harmadik kérdő szerkezeté: Est-elle jolie ! ’Milyen szép!’

#### Kiegészítendő kérdések
A legtöbb mondatrészre kérdező kérdés esetében megvan a fentebb leírt három szerkezet, sőt, egyesekben egy negyedik is van.
A személy alanyra vonatkozó kérdésnek két változata van: Qui vient ? és Qui est-ce qui vient ? ’Ki jön?’
Ha az alany élettelen, akkor két eset áll fenn:
- Az állítmány nem személytelen ige – a kérdés csak qu’est-ce qui-vel kezdődhet: Qu’est-ce qui est tombé ? ’Mi esett le?’
- Az állítmány személytelen ige – a kérdésnek a következő változatai vannak, például az Il manque un boulon[36] ’Hiányzik egy csavar’ válaszra:
  - Qu’est-ce qui manque ? ’Mi hiányzik?’ – szokásos;
  - Que manque-t-il ? – választékos;
  - Il manque quoi ? – fesztelen.

Megjegyzendő a kérdőszó helyétől függő két különböző alakja, és az, hogy a hátravetett kérdőszós szerkezet a fesztelen regiszterre jellemző.
A névszói állítmány névszói részére többféle kérdés vonatkozhat, attól függően, hogy mi a kérdés célja, mi fejezi ki ezt a mondatrészt és mi fejezi ki a kérdés alanyát:
- személy azonosítását célzó kérdés:
  - A kérdés alanya a ce semleges mutató névmás – a kérdés változatai Qui est-ce ?, Qui est-ce que c’est ?, Qui c’est ? és C’est qui ? ’Ki ez?’ / ’Kik ezek?’ (A franciában ebben az esetben az egyes számú létigés kérdés többes számú célzott szóra is vonatkozik.)
  - A kérdés alanya személyes névmás – a kérdés változatai a Qui est-il/elle ? ’Ki ő?’, Qui sont-ils/elles ? ’Kik ők?’ típusúak.
  - A kérdés alanya főnév – a kérdés Qui est Pierre ? ’Ki Pierre?’ típusú.
- személy funkciójára vonatkozó kérdés:
  - A kérdés alanya személyes névmás – a kérdés változatai Qu’est-ce qu’il est ? és Il est quoi ? ’Mi ő?’ típusúak.
  - A kérdés alanya főnév – a kérdés változatai Pierre, qu’est-ce qu’il est ?, Qu’est-ce qu’il est, Pierre ?, Pierre, il est quoi ? és Il est quoi, Pierre ? ’Mi Pierre?’ típusúak.
- élettelen azonosítását célzó kérdés:
  - A kérdés alanya a ce névmás – a kérdés változatai Qu’est-ce que c’est ? és C’est quoi  ? ’Mi ez?’ / ’Mik ezek?’
  - A kérdés alanya főnév – két típusú kérdés lehetséges:
    - Quel est le vin le moins cher ? ’Melyik a legolcsóbb bor?’;
    - Quels sont ces bruits ? ’Mik ezek a zajok?’ / ’Miféle zajok ezek?’.
- személy vagy élettelen meghatározását célzó kérdés – a kérdés Qu’est-ce qu’un empereur ? ’Mi egy császár?’, Qu’est-ce que l’amour ? ’Mi a szerelem?’ típusú.
- milyenségre vonatkozó kérdés:
  - A kérdés alanya főnév – a kérdés változatai Comment est Pierre ? és Pierre est comment ? ’Milyen Pierre?’ típusúak.
  - A kérdés alanya személyes névmás – a kérdés változatai Comment il est ?, Comment est-il ? és Il est comment ? ’Milyen ő?’ típusúak.

A személyt kifejező tárgyra négy módon lehet kérdezni (Qui tu aimes ?, Qui est-ce que tu aimes ?, Qui aimes-tu ? és Tu aimes qui? ’Kit szeretsz?’), élettelen tárgyra pedig három módon: Qu’est-ce que tu veux ?, Que veux-tu ? és Tu veux quoi ? ’Mit akarsz?’
A határozókra vonatkozó kérdéseknek négy szerkezete van, akár személyről, akár élettelenről, akár időről, helyről, módról stb. van szó:
- személy: À qui tu donnes le livre ?, À qui est-ce que tu donnes le livre ?, À qui donnes-tu le livre ?, Tu donnes le livre à qui ? ’Kinek adod a könyvet?’;
- élettelen: Avec quoi tu travailles ?, Avec quoi est-ce que tu travailles ?, Avec quoi travailles-tu ?, Tu travailles avec quoi ? ’Mivel dolgozol?’;
- idő: Quand tu viens ?, Quand est-ce que tu viens ?, Quand viens-tu ?, Tu viens quand ? ’Mikor jössz?’.

A jelzőre a quel/quelle/quels/quelles kérdő determináns utal. Ennek jelentése ’milyen/milyenek’, ’miféle/mifélék’, amikor a kérdés a determinánst követő főnév tulajdonságára kérdez, és ’melyik/mely’, ha a kérdés a főnév azonosítását kéri. A determinánssal képzett főnévi szerkezet alkothat:
- alanyt: Quel homme te conviendrait ? ’Milyen/Melyik férfi felelne meg neked?’, válasz: Un (homme) grand ’Egy magas (férfi)’ / Ce grand-là ’Az a magas’ / Celui-là ’Az ott’;
- névszói állítmány névszói részét: Quelle fille est ta copine ? ’Milyen/Melyik lány a barátnőd?’;
- tárgyat: Quels livres tu aimes ?, Quels livres est-ce que tu aimes ?, Quels livres aimes-tu ?, Tu aimes quels livres ? ’Milyen könyveket szeretsz?’ / ’Mely könyveket szereted?’;
- elöljárós határozót: Sur quel ton il a répondu ?, Sur quel ton est-ce qu’il a répondu ?, Sur quel ton a-t-il répondu ?, Il a répondu sur quel ton ? ’Milyen hangon válaszolt?’

Ugyanez a szó nemcsak determináns, hanem névmás is lehet ’melyik/melyek a(z)’ jelentéssel, tehát csak azonosítást kérő (lásd fentebb a dolog nevével kifejezett névszói állítmány névszói részére vonatkozó kérdést, amikor a kérdés alanya főnév).
Kimondottan azonosítást kérő kérdőszó a lequel/laquelle/lesquels/lesquelles ’melyik/melyek’ névmás, amely ugyanazokat a funkciókat töltheti be a mondatban, mint a névmások általában, és az általa bevezetett kérdésnek is lehet több változata. Példák:
- Lequel des deux est venu ? / Lequel des deux est-il venu ? ’Melyik jött el a kettő közül?’ (hímnemű alany);
- Laquelle tu veux ? / Laquelle est-ce que tu veux ? / Laquelle veux-tu ? / Tu veux laquelle ? ’Melyiket akarod?’ (nőnemű tárgy);
- Desquels vous parlez ? / Desquels est-ce que vous parlez ? / Desquels parlez-vous ? / Vous parlez desquels ?[37] ’Melyekről beszél(nek) (ön/önök)?’ (hímnemű képes helyhatározó);
- Auxquelles tu envoies une invitation ? / Auxquelles est-ce que tu envoies une invitation ? / Auxquelles envoies-tu une invitation ? / Tu envoies une invitation auxquelles ?[38] ’Melyeknek küldesz meghívót?’ (nőnemű részeshatározó).

A mennyiségre vonatkozó kérdést a határozószónak tekintett combien szó vezeti be, amely jelentése lehet ’hány’ is, ’mennyi’ is. Amikor kérdő névmásként működik, az erre a szófajra jellemző funkciói lehetnek:
- alany: Combien sont venus ? ’Hányan jöttek el?’ (csak egyféle szerkezettel);
- névszói állítmány névszói része: Combien êtes-vous ? / Combien est-ce que vous êtes ? / Vous êtes combien ? ’Hányan vagytok?’;
- tárgy: Combien est-ce que vous en voulez ? / Combien en voulez-vous ? / Vous en voulez combien ? ’Mennyit akar (ön) (ebből/belőle)?’;
- elöljárós határozó: À combien s’évaluent les pertes ? / À combien est-ce que les pertes s’évaluent ? / À combien les pertes s’évaluent-elles ? / Les pertes s’évaluent à combien ? ’Mennyire értékelik a veszteségeket?’

Combien + de kérdő determinánsként működik. A mögötte álló főnévvel együtt alkotott szócsoport a névmás funkcióinak mindegyikét betöltheti. Példák:
Combien de personnes sont venues ? ’Hány személy jött el?’;
Combien de personnes vous êtes ? / Combien de personnes êtes-vous ? / Vous êtes combien de personnes ? / Combien de personnes est-ce que vous êtes ? (ritkább) ’Hány személyből áll a csoportotok?’ (szó szerint ’Hány személy vagytok?’);
Pendant combien de temps il restera en France ? / Pendant combien de temps est-ce qu’il restera en France ? / Pendant combien de temps restera-t-il en France ? / Il restera en France pendant combien de temps ? ’Mennyi ideig fog (ő) Franciaországban maradni?’.

### A tagadó mondat
A kanonikus tagadó mondatban az ige tagadása, néhány esetet kivéve, legalább két tagadó értelmű szóval történik. A sztenderd nyelvváltozatban a fő tagadószó mindig ne. A magyar egyszerű tagadás megfelelőjében a pas tagadószó is kötelező. Kiegészítő jelentésárnyalatok kifejezése végett különféle más tagadószók használatosak, amelyek helyettesítik a pas-t. Példák egyszerű igealakú állítmánnyal, a főbb másodlagos tagadószókkal, amelyekben a második tagadószó követi az állítmányt:
Il ne chante pas ’Nem énekel’;
Il ne chante plus ’Már nem énekel’;
Il ne chante jamais ’Sosem énekel’;
Il ne chante rien ’Nem énekel semmit’;
Il n’a guère de chance ’Nem igen van szerencséje’ (a választékos írott regiszterben);
Je n’entends personne ’Nem hallok senkit’;
Je n’ai aucune idée ’Egyetlen ötletem sincs’;
Ils ne vont nulle part ’Nem mennek sehova’;
Je n’aime ni son livre ni son film ’Nem tetszik se a könyve, se a filmje’.
A ne és az állítmány között csak egy vagy két hangsúlytalan névmás állhat: Je ne l’entends pas ’Nem hallom (őt/azt)’, Tu ne m’y verras plus ’Többé nem fogsz ott látni (engem)’. Az állítmány és a második tagadószó között állhatnak bizonyos határozószók, a tagadást nyomatékosítandó: Je ne vois absolument rien ’Egyáltalán semmit sem látok’.
Ha az állítmány összetett igealakú, az egyszerű igealakúakkal analóg szerkezetekben a pas, plus, jamais és rien szavak a segédige és a lexikális jelentést hordozó igealak közé ékelődnek, a többiek pedig ez utóbbi mögött állnak:
Il n’a pas chanté ’Nem énekelt’;
Il n’a plus chanté ’Már nem énekelt’;
Il n’a jamais chanté ’Sosem énekelt’;
Il n’a rien chanté ’Nem énekelt semmit’;
Il n’a guère eu de chance ’Nem igen volt szerencséje’;
Je n’ai entendu personne ’Nem hallottam senkit’;
Je n’ai eu aucune idée ’Egyetlen ötletem se volt’;
Ils ne sont allés nulle part ’Nem mentek sehova’;
Je n’ai aimé ni son livre ni son film. ’Nem tetszett sem a könyve, sem a filmje’.
Egyazon mondatban két vagy három másodlagos tagadószó is lehet, és akkor is megtartják a helyüket az igéhez viszonyítva. Plus mindig közülük az első: Je ne l’ai plus vu nulle part ’Többé már sehol se láttam’, Je ne lui parlerai plus jamais ’Többé soha nem szólok hozzá’, On ne l’a plus jamais vu nulle part ’Többé soha nem látták sehol’.
Egyes tagadószók állhatnak a mondat elején is. Rien és personne azért, mert névmások és lehet alanyi funkciójuk is:
Rien n’est important ’Semmi se fontos’;
Personne n’est venu ’Senki se jött el’.
A fenti példákban aucun(e) a tárgy determinánsa, de lehet az alanyé is, vagy névmásként lehet alany, és akkor a mondat elején áll: Aucune idée ne me vient à l’esprit ’Egyetlen ötlet se jut az eszembe’, Aucun des participants n’a demandé la parole ’A résztvevők közül egyik se kért szót’.
A megismételt ni-s szerkezet első tagja is állhat a mondat elején, ha a szerkezet alanyokat tagad: Ni son livre ni son film ne m’intéressent ’Se a könyve, se a filmje nem érdekel’.
Jamais is kerülhet a mondat elejére kiemelése céljából: Jamais je ne l’oublierai ’Sohasem fogom elfelejteni’.
Van még egy tagadó szókapcsolat, non plus (magyar megfelelője a nem megismélt ’sem’), amelyet pas-val egy mondatban használnak. Egyszerű igealak esetében pas után következik (Il ne vient pas non plus ’Ő sem jön el’), de összetett esetében a melléknévi igenév után: Il n’est pas venu non plus ’Ő sem jött el’.
Tagadó mondatban egyazon határozószónak különböző helyei és jelentései lehetnek: Il n’est toujours pas d’accord ’Még mindig nem ért egyet’ vs. Il n’est pas toujours d’accord ’Nem mindig ért egyet’.
Ne-vel korlátozást kifejező szerkezet is alakul, amelyben az állítmányt a que ’csak’ szó követi: Il ne mange que des végétaux ’Csak növényeket eszik’. A ne ... que-s szerkezetben a pas is jelen lehet, de akkor a mondat jelentése egészen más, azaz a korlátozást tagadja: Il ne mange pas que des végétaux ’Nem csak növényeket eszik’.
Vagy a ne, vagy a pas hiányozhat bizonyos esetekben. Lehet egyedül a pas-t használni elhagyott állítmányű mellérendelt mondatban, az ige ismétlését elkerülendő: Je connais Paris mais pas Dijon ’Párizst ismerem, de Dijont nem’. A pas-t el kell hagyni egyes igei szókapcsolatokban: si je ne me trompe ’ha nem tévedek’.
Nem kötelezően, nyelvi regisztertől függően is hiányozhat a ne vagy a pas. A fesztelen regiszterben, de egyre inkább a szokásos beszélt regiszterben is elhagyják a ne-t: J’ai rien dit ’Nem mondtam semmit’. A pas hiányozhat a választékos regiszterben olyan igék után, mint pouvoir ’tud, bír, -hat/-het’, cesser ’megszűnik’, oser ’mer’, savoir ’tud’: Vous ne pouvez le nier ’Ön ezt nem tagadhatja’.

### A felszólító mondat
Az egyes és többes szám második személyű, valamint a többes szám első személyű alannyal rendelkező felszólító mondat állítmánya a franciául impératif-nak nevezett igemódban áll. Ennek alanyát nem fejezi ki személyes névmás, hacsak nincs kiemelve, és akkor a hangsúlyos alakját használják: (Toi,) reste ici ! ’(Te) maradj itt!’, Venez plus près (, vous) ! ’(Maguk) jöjjenek közelebb!’, Allons dans le parc ! ’Menjünk a parkba!’.
A többi igemóddal ellentétben az impératif parancsoló alakja esetében a hangsúlytalan névmásokkal kifejezett tárgy és határozók az állítmány után állnak (írásban kötőjellel), és az egyes szám első személyű részeshatározói funkciójú névmás a moi alakot veszi fel. Visszaható ige és nem visszaható igenemű, de visszaható névmással használt ige esetében, ez a névmás is az ige mögé kerül, és a tu névmás a toi alakra vált: Lave-toi ! ’Mosakodj!’, Lavez-vous ! ’Mosakodjatok!’.
Szórend csak személyes névmások használatakor:
| Állítmány | Tárgy        | Részeshatározó            | Jelentés    | Jelentés                | Jelentés                          | Jelentés |
| --------- | ------------ | ------------------------- | ----------- | ----------------------- | --------------------------------- | -------- |
| Prête-    | le- la- les- | moi ! lui ! nous ! leur ! | Add kölcsön | nekem neki nekünk nekik | [azt (hímnem) azt (nőnem) azokat] | !        |

Szórend személyes és határozói névmás használata esetén:
| Állítmány | Részeshatározó      | En névmás | Jelentés | Jelentés                | Jelentés |
| --------- | ------------------- | --------- | -------- | ----------------------- | -------- |
| Donne-    | m’ lui- nous- leur- | en !      | Adj      | nekem neki nekünk nekik | (abból)! |

| Állítmány | Tárgy    | Y névmás | Jelentés | Jelentés     | Jelentés |
| --------- | -------- | -------- | -------- | ------------ | -------- |
| Emmène-   | m’ nous- | y !      | Vigyél   | engem minket | oda!     |
| Emmène-   | l’ les-  | y !      | Vidd     | őt őket      | oda!     |

Ha a parancsoló felszólító mondat állítmányának másféle bővítménye is van, ez az állítmányhoz kötött névmás(ok) után helyezkedik el: Parlez-moi franchement ! ’Beszéljen (nekem) őszintén!’
A tiltó felszólító mondat mindig a ne tagadószóval kezdődik, és a hangsúlytalan tárgyi és határozói funkciójú névmások ez és az állítmány között helyezkednek el, mint a kijelentő mondatban: Ne me le dis pas ! ’Ne mondd ezt nekem!’, Ne le lui demande pas ’Ne kérdezd meg ezt tőle!’
A harmadik személyű alanynak szóló felszólítás a kötőmóddal történik, és az ilyen mondat szerkezete azonos a kötőmódú állítmányos mellékmondatéval: Dupont est déjà là ? Qu’il entre ! ’Dupont már itt van? Jöjjön be!’
A helyesírást illetően megjegyzendő, hogy a franciában nem kötelező a felkiáltójel a felszólító mondat végén, ha nem kifejezetten erélyes parancsról vagy tiltásról van szó.

## Az alárendelő összetett mondat
A francia összetett mondat jellegzetességei a magyarral szemben főleg az alárendelő összetett mondatban jelentkeznek, és a következőkre vonatkoznak: az igemódok használata a mellékmondatban, mellékmondat vs. főnévi igenévi szerkezet használata, a tagmondatok sorrendje, a függő beszéd szerkezetei és az igeidő-egyeztetés a tagmondatok között.

### Az igealakok használata a mellékmondatban
Az mellékmondat állítmányának igemódja általában attól függ, hogy milyennek látja a főmondat alanya az alárendelt cselekvést, történést vagy állapotot. Lehet szó a kijelentő, a feltételes vagy a kötőmódról. Az első kettő megvan a magyarban is, és a francia kötőmód a magyar felszólító mód nem parancsoló aspektusának felel meg, de amint a példákból és azok fordításából kitűnik, használatuk szempontjából az igemódok nem mindig egyeznek egymással a két nyelvben. Azt, hogy mely igemódot kell használni, az összetett mondat bizonyos elemei jelzik, attól függően, hogy melyik fajtájú mellékmondatról van szó. Olykor a kötőszó is meghatározza a mellékmondat állítmányának az igemódják.

#### Az alanyi mellékmondat
E mellékmondat leggyakrabban a főmondat után áll. Ebben az esetben a főmondat állítmánya előtt egy névmás áll. Ez kötelező, de csak látszólagos alany, hiszen az igazi alany a mellékmondat. Háromféle látszólagos alanyi funkciójú névmás van:
- az il személyes névmás:
  - bizonyos igékkel kötelező: Il faut que je lui écrive ’Írnom kell neki’;
  - kötelező, ha az állítmány a létige + névelő nélküli főnév: Il est grand temps que tu partes ’Éppen ideje, hogy elmenj’;
  - a választékos nyelvi regiszterre jellemző, ha az állítmány a létige + melléknév: Il est normal que tu hésites ’Normális dolog, hogy ingadozol’;
- a ce semleges mutató névmás:
  - kötelező, ha az állítmány a létige + névelős főnév: C’est une chance que je t’aie rencontré ’Még szerencse, hogy találkoztam veled’;
  - a szokásos és a fesztelen regiszterre jellemző az il helyett, ha az állítmány a létige + melléknév: C’est normal que tu hésites;
- a cela semleges mutató névmás vagy ennek a beszélt nyelvi ça változata, ha az állítmány tárgyas ige:
  - a választékos regiszterben: Cela me désole que tu ne sois pas venu ’Sajnálom, hogy nem jöttél el’;
  - a szokásos és a fesztelen regiszterben: Ça m’énerve qu’il soit toujours en retard ’Idegesít, hogy mindig késik’.

Ha a mellékmondat a főmondat előtt áll, akkor is az utóbbinak lehet látszólagos alanya: ce, cela vagy ça. Ebben az esetben az il-t a ce helyettesíti: Que tu hésites, c’est normal ’Hogy ingadozol, az normális’.

##### Az alanyi mellékmondat állítmányának az igemódja
A főmodat után álló alanyi mellékmondat állítmányának az igemódját az határozza meg, hogy mit fejez ki a főmondat állítmánya.
A kijelentő vagy a feltételes mód használandó, ha a főmondat állítmánya a következőket fejezi ki:
- bizonyosság, nyilvánvalóság: Il est certain que vous vous trompez ’Biztos, hogy ön téved’, Il est évident que l’effet théâtral resterait le même ’Nyilvánvaló, hogy a színházi hatás ugyanaz maradna’;
- határozat: Il est décidé que nous voyagerons ’El van határozva, hogy utazni fogunk’;
- valószínűség, látszat: Il est probable que cette idée choquera profondément M. le duc de Modène ’Valószínű, hogy ez az ötlet mélyen meg fogja döbbenteni de Modène herceg urat’, Il y a apparence que cela arrivera ’Úgy tűnik, hogy ez fog történni’.

A kötőmódot az alábbiakat kifejező alárendelő ige követeli meg:
- szükségesség, kötelezettség vagy ezek ellenkezője: Il faut que nous partions très tôt ’Nagyon korán kell elindulnunk’ (szó szerint ’Kell, hogy nagyon korán induljunk el’), Il n’est pas nécessaire que vous veniez ’Nem szükséges, hogy (önök) eljöjjetek’;
- bizonytalanság: Il est douteux qu’il pleuve ’Kétséges, hogy esni fog az eső’, Il n’est pas sûr qu’il reparte ce soir ’Nem biztos, hogy ma este indul újra’;
- lehetőség vagy lehetetlenség: Il se peut que tu aies fait une erreur ’Lehet, hogy hibát ejtettél’, Il est impossible qu’il vienne maintenant ’Lehetetlen, hogy (ő) most jöjjön’;
- szubjektív ítélet: Il est juste que vous connaissiez le sujet un peu mieux ’Igazságos, hogy kissé jobban ismerjétek a témát’, Inutile que vous en parliez là-bas ! ’Fölösleges, hogy ott erről beszéljetek!’

Amikor az alanyi mellékmondant a főmondat előtt áll, az állítmánya többnyire kötőmódú: Cela me paraît évident que Dupont est coupable ’Valószínűnek tűnik nekem, hogy Dupont bűnös’ → Que Dupont soit coupable, cela me paraît évident.

#### A tárgyi mellékmondat
A tárgyi mellékmondat állítmányának az igemódját is az határozza meg, hogy mit fejez ki az őt alárendelő ige vagy igenév.
A kijelentő vagy a feltételes mód használandó, ha az alárendelő ige vagy igenév a következőket fejezi ki:
- kijelentés: Elle m’a répondu qu’elle n’aurait jamais fait une chose pareille ’Azt felelte, hogy sosem tett volna ilyesmit’;
- biztonságos állítás: Il affirme que personne ne l’a vu ’Azt állítja, hogy senki sem látta’;
- érzékelés: Je vois que tu ne m’aimes pas ’Látom, hogy nem szeretsz’;
- vélemény (állító alakú igével): Je pense que c’est trop tard ’Azt hiszem, túl késő’;
- tájékoztatás: Il m’a annoncé qu’il allait se marier ’Arról értesített, hogy megházasodik’;
- tudás: Tu sais que j’ai raison ’Tudod, hogy igazam van’.

Kötőmódban áll a mellékmondat állítmánya, ha az alárendelője az alábbiakat fejezi ki:
- az akarat fogalmába belefoglalható beszédaktusok viszonylag széles skálája:
  - akarat, kívánság: Je voudrais que vous m’aidiez ’Szeretném, ha segítnétek nekem’;
  - kérés: Je demande qu’on m’écoute ’Azt kérem, hogy hallgassanak meg’;
  - parancs: Il a ordonné que tout le monde sorte ’Megparancsolta, hogy mindenki menjen ki’;
  - tiltás: J’interdis qu’on dise du mal de cet homme ’Megtiltom, hogy rosszat mondjanak erről az emberről’;
  - elfogadás: J’accepte qu’il vienne avec nous ’Elfogadom, hogy ő is velünk jöjjön’;
  - elutasítás (az elfogadást kifejező igék tagadó alakban és más igék állító alakban): Il ne supporte pas que vous le critiquiez ’Nem tűri el, hogy bíráljátok’, Elle refuse que le contrat soit signé dès aujourd’hui ’Elutasítja, hogy a szerződést még ma írják alá’;
  - ajánlás: Je propose qu’on fasse une pause ’Azt javasolom, hogy tartsunk szünetet’;
- érzelmek, lelki állapotok: Je crains que ce soit encore trop tôt ’Attól félek, hogy még túl korán van’, Je regrette que vous soyez arrivés si tard ’Sajnálom, hogy ilyen későn érkeztetek’.

Van olyan alárendelő ige vagy igenév is, amelynek több jelentése vagy jelentésárnyalata van, és ezektől függően a mellékmondat állítmánya állhat kijelentő módban vagy kötőmódban. Példák:
J’entends que le concert a commencé ’Úgy hallom, hogy elkezdődött a koncert’ vs. J’entends que ce travail soit terminé avant demain ’Azt akarom, hogy ez a munka el legyen végezve holnapig’;
J’ai vite compris qu’il voulait changer d’air ’Hamar megértettem, hogy (ő) változtatni akart a környezetén’ / Je comprends que vous ayez voulu le ménager ’Megértem, hogy (ön) kesztyűs kézzel akart bánni vele’;
Le contrat stipule que les associés sont solidaires ’A szerződés előírja, hogy a társak szolidárisak egymással’ / Il avait stipulé dans ses dernières volontés que sa fortune revienne à sa femme ’Előírta a végrendeletében, hogy a vagyona a feleségének jusson’;
J’ai rêvé que nous étions encore en vacances ’Azt álmodtam, hogy még szabadságon vagyunk’ / Je rêve que tous les hommes soient frères ’Arról álmodom, hogy az emberek testvérek lesznek’.
A tagadó alakú véleményt kifejező alárendelő igék esetében ingadozás van a mellékmondat állítmányának igemódja tekintetében. Általában ha a beszélő határozottan fejezi ki véleményét ilyen igével, a mellékmondatban a kijelentő módot használja (Je ne crois pas que c’est possible ’Nem hiszem, hogy lehetséges’), viszont ha kételkedést is kifejez, akkor a kötőmódot: Je ne crois pas que ce soit possible ’Nem hiszem, hogy lehetséges lenne’. Ugyancsak használható a kötőmód, ha véleményt kifejező alárendelő igével a mondat kérdő: Croyez-vous que ce soit possible ? ’Úgy hiszi, hogy lehetséges lenne?’, Ne croyez-vous pas que ce soit possible ? ’Nem hiszi úgy, hogy lehetséges lenne?’
A tárgyi mellékmondat helye általában a főmondat után van, de előfordul előtte is. Ekkor a semleges le névmás utal rá a főmondatban, és ugyanazzal az alárendelő igével vagy igenévvel állítmánya lehet ugyanabban az igemódban, mint a főmondat + mellékmondat sorrend esetében: Nous savons que vous avez toujours été opposé à ce prejet ’Tudjuk, hogy mindig ellenezte ezt a tervet’ vagy Que vous avez toujours été opposé à ce projet, nous le savons ’Hogy mindig ellenezte ezt a tervet, azt tudjuk’.
Olyan esetek is vannak, amikor a tagmondatok helyének felcserélésével a mellékmondat állítmányának igemódja a kötőmód lesz a kijelentő mód helyett: Paul croit fermement que Pierre est honnête ’Paul szilárdan hiszi, hogy Pierre becsületes’ vs. Que Pierre soit honnête, Paul le croit fermement ’Azt, hogy Pierre becsületes, Paul szilárdan hiszi’.

#### A képes helyhatározói mellékmondat
Ebben a mellékmondatban az igemódok ugyanúgy oszlanak meg, mint a tárgyi mellékmondatban.
Kijelentő vagy feltételes mód a mellékmondatban:
- érzékelés a főmondatban: On l’a reconnu à ce qu’il portait son habituelle écharpe rouge ’Arról ismerték fel, hogy a szokásos piros sálját viselte’;[48]
- bizonyossággal kifejezett állítás a főmondatban: Je suis sûr que tu réussiras ’Biztos vagyok benne, hogy sikerülni fog neked’, Je ne doute pas que ce sera réglé ’Nem kételkedem benne, hogy meg lesz oldva’.

Kötőmód a mellékmondatban:
- akarat a főmondatban: Je tiens à ce que vous soyez là ’Ragaszkodom hozzá, hogy itt legyetek’;
- elfogadás a főmondatban: Le jury a consenti à ce que le concours soit reporté ’A zsűri beleegyezett abba, hogy a versenyt napolják el’;
- elutasítás a főmondatban: Le Service des monuments historiques s’est opposé à ce que le manoir soit transformé en restaurant ’A Történelmi emlékművek hivatala ellenezte, hogy a kastélyt étteremmé alakítsák át’;
- kételkedő, bizonytalan állítás a főmondatban: Je doute que ce soit fini ’Kételkedem benne, hogy már vége’, Je ne suis pas certain qu’il y soit arrivé à temps ’Nem vagyok benne biztos, hogy időben érkezett oda’;
- érzelem, lelki állapot kifejezése a főmondatban:

Je suis désolé que tu aies raté ton examen ’Sajnálom, hogy megbuktál a vizsgán’;
Elle s’inquiétait (de ce) que son fils n’ait pas encore répondu ’Nyugtalankodott amiatt, hogy a fia még nem válaszolt’;
Nous nous réjouissons (de ce) qu’il vienne ’Örülünk, hogy el fog jönni’;
Elle s’est étonnée (de ce) que vous ayez refusé son offre ’Csodálkozott, hogy elutasítottátok az ajánlatát’.
Amint a példákból látszik, az ilyen mellékmondatokat olykor nem az egyszerű que kötőszó vezeti be, hanem az à ce que vagy a de ce que kötőszó értékű szókapcsolat. Az ezekben található à, illetve de a mellékmondatoknak megfelelő képes helyhatározókat bevezető elöljárók. Az à-s kötőszó kötelező, de a de-s nem.

#### A jelzői mellékmondat
A jelzői mellékmondatot bevezető vonatkozó névmások használatáról lásd Francia determinánsok és névszók, Vonatkozó névmások.
E mellékmondat állítmánya kijelentő módban áll, ha puszta tény megállapításáról van szó: C’est le patineur qui a gagné la médaille d’or ’Ez az a korcsolyázó, aki elnyerte az aranyérmet’. A feltételes mód is használható, ha feltételezést kell kifejezni: C’est un patineur qui pourrait gagner la médaille d’or ’Ez olyan korcsolyázó, aki elnyerhetné az aranyérmet’.
A kötőmód főleg akkor használatos, amikor a főmondat alanyának céljáról van szó. Példák a kijelentő móddal és a kötőmóddal: Il a une secrétaire qui sait écrire sur ordinateur ’Olyan titkárnője van, aki tud számítógépen írni’ / Il cherche une secrétaire qui sache écrire sur ordinateur ’Olyan titkárnőt keres, aki tudjon számítógépen írni’.
Vannak olyan esetek is, amikor a kötőmód kötelező vagy lehetséges, bár nincs szó cél kifejezéséről. Ezeket az eseteket a főmondatban létező bizonyos elemek határozzák meg. A felsőfokú melléknév az első ezek közül: C’est le plus beau concert auquel nous ayons assisté cette année ’Ez a legszebb hangverseny, amelyen részt vettünk az idén’.
A premier/première ’első’, dernier/dernière ’utolsó’ és a seul(e) (az unique szinonimájával) ’egyedüli’ mellékneveknek lehet a felsőfokhoz közeli jelentésárnyalatuk, és akkor a kötőmóddal használják:
- La première personne que nous ayons rencontrée dans ce village était notre voisin de Paris ! ’Az első személy, akivel találkoztunk ebben a faluban, a párizsi szomszédunk volt!’;
- C’est la dernière possibilité que tu aies de réussir ’Ez az utolsó lehetőség, hogy sikerrel járj’ (enyhén fenyegetően mondva, és nem tárgyilagosan, mivel a valóságban talán vannak más lehetőségek is);
- André est le seul qui ait accepté de m’aider ’André az egyetlen, aki beleegyezett, hogy segítsen nekem’.

Ellenben ha premier és dernier konkrét sorrendet fejeznek ki, akkor a kijelentő móddal használatosak: Nous devions visiter trois églises ; la première que nous avons voulu visiter était malheureusement fermée ’Három templomot látogattunk volna meg; az első, amelyet meg akartuk látogatni, sajnos zárva volt’.
Amint a fenti példákból látszik, a jelzői mellékmondat helye általában közvetlenül az általa jelzett szó után van, ezért be is ékelődhet a főmondatba.
A jelzői mellékmondatban a szórend leginkább alany + állítmány, de lehetséges az állítmány + alany szórend is:
- amikor a vonatkozó névmás que, a mellékmondat alanya főnév, és az állítmányát kívánják kiemelni: C’est le vélo qu’a gagné Alice ’Ez az a bicikli, amit nyert Alice’ (már volt egy biciklije, amit nem nyert) vs. C’est le vélo qu’Alice a gagné ’Ez az a bicikli, amit Alice nyert’ (ez Alice biciklije, az, hogy nyerte, mellékes);
- amikor a vonatkozó névmás où, a mellékmondat állítmánya tárgyatlan ige, és alanya főnév vagy határozatlan névmás: J’ai visité la maison où l’écrivain a habité vagy J’ai visité la maison où a habité l’écrivain ’Meglátogattam azt a házat, amelyben az író lakott’.

#### Határozói mellékmondatok
Ebben a szakaszban azokról a határozói mellékmondatokról van szó, amelyeket a francia hagyományos grammatikában subordonnées circonstancielles-nek hívnak. Ezek közül hiányoznak a magyar grammatikában a részeshatározóiként ismert és a fentebb képes helyhatározói mellékmondatnak nevezettek.
A legtöbb határozói mellékmondat-típusban nem csak egy igemód lehet az állítmányé. A célhatározói mellékmondatban viszont, mivel ez nem valós cselekvést, hanem mindig kívántat fejez ki, az állítmány csak kötőmódú lehet.
Általában a kötőszó jelzi, mely igemódban áll a határozói mellékmondat állítmánya. Erről lásd Francia változatlan alakú szófajok, A kötőszó.
Olyan esetek is vannak, amikor egyazon kötőszóval olykor a kijelentő mód, máskor a kötőmód használatos. Ekkor az a meghatározó, hogy tényt, illetve kívánságot fejez ki a mellékmondat. Ilyen kötőszavak de sorte que, de façon que és de manière que (mindhárom jelentése ’minek következtében; ’úgy (...), hogy’; ’oly módon (...), hogy’). Ha következményt fejeznek ki, ezeket a kijelentő móddal használják (Il a mangé goulûment, de sorte qu’il a été malade ’Habzsolta az ételt, minek következtében beteg lett’), de ha célt, akkor a kötőmóddal: Je l’ai installé dans la chambre à côté de la mienne, de sorte que je puisse recevoir des visites sans le déranger ’Az én szobám melletti szobába szállásoltam el, hogy fogadhassak látogatógat anélkül, hogy zavarnám’.

##### Asikötőszóval bevezetett feltételes mellékmondat
E mellékmondatok jellegzetessége az, hogy a mai franciában a mellékmondat állítmányának alakja csak a kijelentő mód négy igeidejére korlátozott.
A si ’ha’ kötőszó a feltételes mellékmondat egyik típusát vezeti be. Ennek állítmánya állhat kijelentő mód összetett múltban: Si tu es né avant 1956, tu as droit aux soins dentaires gratuits ’Ha 1956 előtt születtél, jogod van ingyenes forgorvosi ellátásra’.
A kijelentő mód jelen idő is használható úgy, mint a magyarban, ha az összetett mondat cselekvései a jelenben helyezkednek el (Si le livre n’est pas disponible, vous n’avez qu’à le commander ’Ha a könyv nem áll rendelkezésre, nyugodtan megrendelheti’), de akkor is a kijelentő mód jelen idő használandó a franciában, ha jövőbeli cselekvésekről van szó: Si le bébé a encore de la fièvre ce soir, il faudra appeler un médecin ’Ha a baba ma este is lázas lesz, orvost kell majd hívni’.
Ha olyan feltételről van szó, amely megvalósulhatna a jelenben, ezt a feltételes mellékmondat állítmányának folyamatos múlt idejű alakjával fejezik ki (Si je gagnais au loto, j’arrêterais de travailler ’Ha nyernék a lottón, többé nem dolgoznék’). Ugyanígy fejezik ki a jelenben megvalósulhatatlan feltételt is: Si l’eau n’était pas aussi froide, nous pourrions nous baigner ’Ha a víz nem lenne ilyen hideg, fürödhetnénk’.
A múltbeli megvalósulatlan feltételt, mely a múltban akadályozta meg vagy a jelenben akadályozza meg a főmondatbeli cselekvés megvalósulását, a feltételes mellékmondat állítmányának a régmúlt idejű alakjával fejezik ki: Si tu m’avais téléphoné plus tôt, je ne serais pas parti pour rien ’Ha korábban hívtál volna fel, nem indultam volna el hiába’.
Nem tévesztendő össze ez a si a függő beszédben eldöntendő kérdést bevezető si-vel, amely nem feltételes, hanem tárgyi mellékmondatot vezet be (lásd lentebb), és nem érvényesek rá a feltételes si szabályai.

##### Asi-t tartalmazó kötőszó értékű szókapcsolatokkal bevezetett mellékmondatok
A même si ’(még) akkor is/sem, ha’ kötőszó értékű szókapcsolat megengedő mellékmondatot vezet be, és ennek állítmányára is a fenti szabályok érvényesek: Même si nous l’avions su plus tôt, nous n’aurions pas pu intervenir ’Ha előbb tudtuk volna meg, akkor sem tudtunk volna közbelépni’.
Ugyanígy működik a comme si ’mintha’ kötőszó értékű szókapcsolat is, amely összehansonlító mellékmondatot vezet be: Comme s’ils n’avaient pas encore assez de problèmes, ils ont appris que leur chalet avait été cambriolé ’Mintha még nem lett volna elég bajuk, megtudták, hogy kirabolták a nyaralójukat’.

##### A tagmondatok sorrendje a határozói alárendelő összetett mondatban
Egyes ilyen mondatokban a tagmondatok sorrendje kötött. Ezekben a mellékmondat többnyire követi a főmondatot. Ilyen például a de sorte/façon/manière que ’oly módon ..., hogy’ kötőszókkal bevezetett következményes mellékmondat (láss példát fentebb), vagy a que-vel bevezetett hasonlító mellékmondat: Pierre est plus bête que je ne pensais ’Pierre butább, mint gondoltam’. Ritkábban a mellékmondat áll kötelezően az első helyen, például a comme ’mivel’ kötőszóval bevezetett okhatározói mellékmondat: Comme il l’aime, il lui pardonnera ’Mivel szereti, meg fog neki bocsátani’.
Több mellékmondat-típus és kötőszó esetében a tagmondatok helye felcserélhető, és ez a topik–predikátum szerepek felcserélését jelzi.
Sokszor a felcserélés lehetséges más grammatikai változtatások nélkül. Különböző határozói alárendelő összetett mondatok példaképpen:
- időhatározói: Je l’ai reconnu dès que je l’ai vu ’Felismertem, amint megláttam’ / Dès que je l’ai vu, je l’ai reconnu ’Amint megláttam, felismertem’;
- okhatározói: J’ai oublié mon portefeuille à la maison, parce que j’étais pressé ’Otthon felejtettem a pénztárcámat, mert siettem’ / Parce que j’étais pressé, j’ai oublié mon portefeuille à la maison ’Azért, mert siettem, otthon felejtettem a pénztárcámat’;
- célhatározói: Il faut m’expliquer pour que je comprenne ’Meg kell nekem magyarázni ahhoz, hogy megértsem’ / Pour que je comprenne, il faut m’expliquer ’Ahhoz, hogy megértsem, meg kell nekem magyarázni’;
- megengedő: Il travaille encore, bien qu’il soit vieux ’Dolgozik még, bár öreg’ / Bien qu’il soit vieux, il travaille encore ’Bár öreg, mégis még dolgozik’;
- feltételes: Je te le dirais si je le savais ’Megmondanám neked, ha tudnám’ / Si je le savais, je te le dirais ’Ha tudnám, megmondanám neked’.

Egyes esetekben a tagmondatok helyének felcserélése más grammatikai változással is jár. Például abban a következményes alárendelő összetett mondatban, amely főmondatában a tant ’annyi’ vagy a tellement ’annyira, olyan’, a mellékmondatra utaló határozószó van, ha a mellékmondat van az első helyen, rendszerint elhagyják a que-t: Il parle tellement vite, qu’on ne le comprend pas ’Olyan gyorsan beszél, hogy nem lehet megérteni’ → On ne le comprend pas, tellement il parle vite ’Nem lehet megérteni, olyan gyorsan beszél’.

### Igeidő-egyeztetés
A francia és a magyar összetett mondatban nem egyformán fejezi ki a mellékmondat állítmánya az egyidejűséget, az előidejűséget és az utóidejűséget a főmondat állítmányához viszonyítva akkor, amikor a főmondat állítmánya a múlt idő valamelyik alakjában van.

#### Kijelentő vagy feltételes mód a mellékmondatban
Amikor a főmondat állítmánya jelen vagy jövő idejű, nincs lényeges különbség a francia és a magyar között, leszámítva azt, hogy a franciában van még két igealak, amelyek az előidejűséget, illetve az utóidejűséget fejezik ki a főmondatbeli igeidővel szemben. Az időviszonyokat a francia mellékmondat állítmánya a következőképpen jelzi:
| Il dit Il dira Il va dire Il dirait | qu’il | travaille (egyidejűség – kijelentő mód jelen idő)      | Azt mondja, Azt fogja mondani, Azt fogja mondani, Azt mondaná, | hogy | dolgozik               |
| Il dit Il dira Il va dire Il dirait | qu’il | a travaillé (előidejűség – összetett múlt idő)         | Azt mondja, Azt fogja mondani, Azt fogja mondani, Azt mondaná, | hogy | dolgozott              |
| Il dit Il dira Il va dire Il dirait | qu’il | vient de travailler (előidejűség – közvetlen múlt idő) | Azt mondja, Azt fogja mondani, Azt fogja mondani, Azt mondaná, | hogy | éppen dolgozott        |
| Il dit Il dira Il va dire Il dirait | qu’il | travaillera (utóidejűség – egyszerű jövő idő)          | Azt mondja, Azt fogja mondani, Azt fogja mondani, Azt mondaná, | hogy | dolgozni fog           |
| Il dit Il dira Il va dire Il dirait | qu’il | va travailler (utóidejűség – közvetlen jövő idő)       | Azt mondja, Azt fogja mondani, Azt fogja mondani, Azt mondaná, | hogy | hamarosan dolgozni fog |

Ha a főmondat állítmánya valamelyik múlt időben áll, a mellékmondat állítmányának a fenti alakjai helyett más igealakokat használnak ugyanazokat az időviszonyokat kifejezendő. Ennek alapelve az, hogy az előző esettel szemben a mellékmondatbeli jelen idejű alakok (beleértve a segédige vagy a félsegédige ilyen alakját is) a folyamatos múlt idejű alakra váltanak, az egyszerű jövő idejű alak pedig a feltételes mód jelen idejű alakjára, amelynek ekkor nem a feltételes módra jellemző jelentése van:
| Il a dit Il disait Il avait dit Il vient de dire Il venait de dire Il allait dire Il aurait dit | qu’il | travaillait (egyidejűség – folyamatos múlt idő)                                      | Azt mondta, Azt mondta, Azt mondta éppen, Éppen azt akarta mondani, Azt mondta volna, | hogy | dolgozik                   |
| Il a dit Il disait Il avait dit Il vient de dire Il venait de dire Il allait dire Il aurait dit | qu’il | avait travaillé (előidejűség – régmúlt idő)                                          | Azt mondta, Azt mondta, Azt mondta éppen, Éppen azt akarta mondani, Azt mondta volna, | hogy | dolgozott                  |
| Il a dit Il disait Il avait dit Il vient de dire Il venait de dire Il allait dire Il aurait dit | qu’il | venait de travailler (előidejűség – közvetlen régmúlt idő)                           | Azt mondta, Azt mondta, Azt mondta éppen, Éppen azt akarta mondani, Azt mondta volna, | hogy | kevéssel azelőtt dolgozott |
| Il a dit Il disait Il avait dit Il vient de dire Il venait de dire Il allait dire Il aurait dit | qu’il | travaillerait (utóidejűség – jövő idő a múltban – a feltételes mód jelen idő alakja) | Azt mondta, Azt mondta, Azt mondta éppen, Éppen azt akarta mondani, Azt mondta volna, | hogy | dolgozni fog               |
| Il a dit Il disait Il avait dit Il vient de dire Il venait de dire Il allait dire Il aurait dit | qu’il | allait travailler (utóidejűség – közvetlen jövő idő a múltban)                       | Azt mondta, Azt mondta, Azt mondta éppen, Éppen azt akarta mondani, Azt mondta volna, | hogy | hamarosan dolgozni fog     |

Megemlítendő, hogy, ha a főmondat állítmánya jelen vagy jövő idejű, és a mellékmondaté kijelentő mód folyamatos múlt időben, kijelentő mód régmúlt időben vagy feltételes módban áll, ezek nem változnak, amikor az egész összetett mondat a múlt terébe kerül azzal, hogy a főmondat állítmányát valamelyik múlt időbe teszik:
| Il dit Il dira Il va dire Il dirait | qu’il | travaillait      | → | Il a dit Il disait Il avait dit Il vient de dire Il venait de dire Il allait dire Il aurait dit | qu’il | travaillait      | Azt mondja, Azt fogja mondani, Azt fogja mondani, Azt mondaná, | hogy | dolgozott       | → | Azt mondta, Azt mondta, Azt mondta éppen, Éppen azt akarta mondani, Azt mondta volna, | hogy | dolgozott       |
| Il dit Il dira Il va dire Il dirait | qu’il | avait travaillé  | → | Il a dit Il disait Il avait dit Il vient de dire Il venait de dire Il allait dire Il aurait dit | qu’il | avait travaillé  | Azt mondja, Azt fogja mondani, Azt fogja mondani, Azt mondaná, | hogy | dolgozott       | → | Azt mondta, Azt mondta, Azt mondta éppen, Éppen azt akarta mondani, Azt mondta volna, | hogy | dolgozott       |
| Il dit Il dira Il va dire Il dirait | qu’il | travaillerait    | → | Il a dit Il disait Il avait dit Il vient de dire Il venait de dire Il allait dire Il aurait dit | qu’il | travaillerait    | Azt mondja, Azt fogja mondani, Azt fogja mondani, Azt mondaná, | hogy | dolgozna        | → | Azt mondta, Azt mondta, Azt mondta éppen, Éppen azt akarta mondani, Azt mondta volna, | hogy | dolgozna        |
| Il dit Il dira Il va dire Il dirait | qu’il | aurait travaillé | → | Il a dit Il disait Il avait dit Il vient de dire Il venait de dire Il allait dire Il aurait dit | qu’il | aurait travaillé | Azt mondja, Azt fogja mondani, Azt fogja mondani, Azt mondaná, | hogy | dolgozott volna | → | Azt mondta, Azt mondta, Azt mondta éppen, Éppen azt akarta mondani, Azt mondta volna, | hogy | dolgozott volna |

Egyes esetekben nem köteles alkalmazni az igeidő-egyeztetés szabályait, azaz a mellékmondat állítmányának ugyanaz az alakja akár jelen vagy jövő idejű, akár múlt idejű a főmondat állítmánya:
- amikor a főmondat állítmánya összetett múlt idejű, és világos, hogy a mellékmondat állítmánya olyan cselekvést fejez ki, amely a mondat kimondása után is folytatódni fog: Elle m’a dit au téléphone qu’elle reste / restera encore deux jours vagy Elle m’a dit au téléphone qu’elle resterait encore deux jours ’Azt mondta nekem telefonon, hogy ott fog maradni még két napig’;
- amikor a mellékmondat időponttől függetlenül érvényes valóságot fejez ki: Au début du siècle dernier, on ne savait pas encore que le tabac est cancérigène vagy Au début du siècle dernier, on ne savait pas encore que le tabac était cancérigène ’A múlt század elején még nem tudták, hogy a dohány rákkeltő’.

#### Kötőmód a mellékmondatban
A mai francia nyelvben a főmondat állítmányának igeideje nem befolyásolja az igeidők használatát a mellékmondat kötőmódú állítmánya esetében. Ez kötőmód jelen időben áll, ha egyidejűséget vagy utóidejűséget fejez ki, és kötőmód múlt időben, ha előidejűséget fejez ki:
1. Je suis content qu’elle soit là ’Örülök, hogy itt van / lesz’;
2. Je suis content qu’elle ait été là ’Örülök, hogy itt volt’;
3. J’étais content qu’elle soit là ’Örültem, hogy itt volt / lesz’ (Annak örültem, hogy velem egyidőben volt itt, vagy annak, hogy egy azutáni időpontban lesz itt);
4. J’étais content qu’elle ait été là ’Örültem, hogy itt volt’ (Annak örültem, hogy örvendezésem időpontja előtt volt itt).

Csak a hagyományos, választékos irodalmi nyelvben fordul elő ritkán, hogy a kötőmód ma már archaikus két időalakját használják igeidő-egyeztetésre, ha a főmondat állítmánya múlt idejű, ezeket is majdnem kizárólag harmadik személyben: a subjonctif imparfait-t a kötőmód jelen idő helyett és a subjonctif plus-que-parfait-t a kötőmód múlt idő helyett. Ezen igeidők használata esetében a fenti 3. és 4. példa így nézne ki: J’étais content qu’elle fût là, illetve J’étais content qu’elle eût été là.

### A függő beszéd
A függő beszédben a kijelentő és a kérdő mondat tárgyi mellékmondattá válik.
Az elbeszélt kijelentő mondatot mindig a que kötőszó vezeti be: Il déclare qu’il l’aidera ’Azt nyilatkozza, hogy segíteni fog neki’. Megjegyzendő a franciában, a magyarhoz képest, a mutató névmás hiánya és a kötőszó kötelező volta.
A sztenderd nyelvváltozatban az elbeszélt kérdő mondatra az jellemző, hogy csak az alany + állítmány szórend szabályos, és hogy nem szabályos az est-ce qui/que-s szerkezet, bár az utóbbit használják a fesztelen nyelvi regiszterben.
Az elbeszélt eldöntendő kérdést mindig a si kötőszó vezeti be: Elle me demande si j’irai ’Azt kérdi tőlem, hogy menni fogok-e’.
Az elbeszélt kiegészítendő kérdést általában a megfelelő közvetlen kérdés kérdőszója vezeti be:
Dis-moi qui vient ’Mondd meg nekem, ki jön’;
Elle ne veut pas me dire qui elle attend ’Nem akarja megmondani nekem, kire vár’;
Écris-moi de quoi tu as besoin ’Írd meg nekem, mire van szükséged’;
Dis-moi quand on part ’Mondd meg nekem, mikor indulunk’;
Dis-moi quel est ton nom ’Mondd meg nekem, hogy mi a neved’.
Kivételt képez a élettelen alanyra kérdező mondat (Dis-moi ce qui t’intéresse ’Mondd meg, mi érdekel’), valamint az élettelen tárgyra kérdező: Je ne comprends pas ce que tu veux ’Nem értem, mit akarsz’.
A felszólító mondat függő beszédben úgynevezett „főnévi igenévi mondat”-tá válik (lásd lentebb Francia mondattan#Alárendelt cselekvés kifejezése főnévi igenévvel).

### A mellékmondatok mellérendelése
Egyazon ige két vagy több ugyanolyan típusú mellékmondatot is alárendelhet. Ezek között mellérendelési viszony van. Ez lehet közvetlen, vagy mellérendelő kötőszós: et ’és’, mais ’de’, ou ’vagy’. A szóban forgó mellékmondatokat bevezető kötőszókat illetően több eset áll fenn.
Olykor a kötőszót vagy a kötőszó értékű szókapcsolatot eredeti alakjában kötelező megismételni mindegyik mellékmondat előtt. Ez érvényes a közvetett kérdő mondatokat bevezetőkre, és majdnem mindig az egyszerű que kötőszóra:
On se demande si les discussions ont progressé et si une entente a été conclue ’Az a kérdés, hogy a megbeszélések haladtak-e előre, és hogy egyetértésre jutottak-e’;
Elle ne m’a pas dit quand elle reviendrait et quand elle me rendrait visite ’Nem mondta meg nekem, mikor fog visszajönni és mikor fog meglátogatni’;
Tu lui avais dit que tu l’aimais et que tu étais sincère ’Azt mondtad neki, hogy szereted, és hogy őszinte vagy’.
Máskor a kötőszót vagy a kötőszó értékű szókapcsolatot eredeti alakjában meg lehet ismételni, de nem kötelező. A megismétlést a beszélt nyelv preferálja, az elhagyást pedig az írott nyelv:
- A que-s kötőszó értékű szókapcsolatokat megismétlésük helyett le lehet redukálni que-re:

Parce que chaque enfant est unique et parce que chaque enseignant l’est également, plusieurs méthodes doivent être envisagées / Parce que chaque enfant est unique et que chaque enseignant l’est également, … ’Mert minden gyerek sajátos eset, és (mert) minden pedagógus is az, többféle módszert kell fontolóra venni’.
- Egyes kötőszókat megismétlésük helyett que-vel lehet helyettesíteni:

Comme elle avait bien révisé et comme le sujet l’intéressait, l’examen fut un jeu d’enfant / Comme elle avait bien révisé et que le sujet l’intéressait, … ’Mivel jól felkészült, és (mivel) a téma érdekelte, a vizsga gyerekjáték volt’;
Quand tu seras grand et quand tu travailleras, tu pourras t’acheter une auto / Quand tu seras grand et que tu travailleras, ... ’Amikor nagy leszel, és dolgozni fogsz, vehetsz magadnak autót’.
Si jamais il vient et s’il demande à me parler, dis-lui que je lui téléphonerai en soirée / Si jamais il vient et qu’il demande à me parler, … ’Ha netalán idejön, és beszélni akar velem, mondd meg neki, hogy fel fogom hívni ma este’. A választékos regiszterben a que használata si helyett magával hozza a mellékmondat állítmánya alakjának a kijelentő módról a kötőmódra való váltását: Si vous avez le temps et si cela vous convient, ... / Si vous avez le temps et que cela vous convienne, ... ’Ha van ideje, és (ha) megfelel, …’
A legritkább eset az, amikor a kötőszót megismétlése helyett elhagyják. Ez akkor lehetséges, ha a mellékmondatok között erős szemantikai és logikai összefüggés van és/vagy akkor, amikor egyazon szó az alanyuk, inkább az et mellérendelő kötőszó használatakor: Dès que le soleil se couche et que le ciel s’éclaire de mille étoiles / Dès que le soleil se couche et le ciel s’éclaire de mille étoiles, ... ’Amint a nap lenyugszik, és az eget ezer csillag világítja meg, ...’

## Alárendelt cselekvés kifejezése főnévi igenévvel
A hagyományos francia grammatikák szerint a főnévi igenév nem tölthet be állítmányi funkciót, egy kivétellel, amikor más alanya van, mint az őt alárendelő igének, és ekkor úgynevezett „főnévi igenévi mondat” állítmánya (franciául proposition infinitive), mely mondat többnyire tárgyi mellékmondat. Ez az alábbi esetekben fordul elő:
- Az alárendelő ige érzékelést fejez ki: J’entends les oiseaux chanter ’Hallom a madarakat énekelni’.[65]
- Az alárendelő ige faire vagy laisser: J’ai fait entrer les étudiants ’Betessékeltem a diákokat’, Laissez passer la voiture ’Hagyják az autót áthaladni!’[66]
- A felszólító mondat elbeszélésekor: Le médecin m’a conseillé de faire de la natation ’Az orvos azt tanácsolta, hogy ússzam’, Je t’avais pourtant dit de ne pas y aller ’De hiszen megmondtam neked, hogy ne menj oda’.[67] Ebben az esetben képes helyhatározói mellékmondatról is lehet szó, amikor a főnévi igenévnek à az elöljárószója: J’ai invité Marie à participer à la réunion ’Meghívtam Marie-t, hogy vegyen részt az értekezleten’.

Az előbbi eseteken kívül, általában ha egy alárendelő igének és egy ennek alárendelt cselekvésnek ugyanaz az alanya, a mellékcselekvést főnévi igenévvel fejezik ki. Olykor ez kötelező, de máskor ugyanazt a mellékcselekvést főnévi igével is, és mellékmondat állítmányával is ki lehet fejezni.
Egyetlen alany esetén kötelező főnévi igenévvel kifejezni a tárgyat vagy egy határozót a megfelelő mellékmondat helyett, amikor ebben a kötőszó que vagy más kötőszó értékű szókapcsolatról van szó, mint a fentiek, és a mellékmondat állítmánya kötőmódú:
Je veux que tu partes demain ’Azt akarom, hogy menj el holnap’ vs. Je veux partir demain ’El akarok menni holnap’;
Je regrette que tu partes déjà ’Sajnálom, hogy már elmész’ vs. Je regrette de partir déjà ’Sajnálom, hogy már elmegyek’;
L’enfant est assez grand pour qu’on le laisse seul ’A gyerek már elég nagy ahhoz, hogy egyedül hagyjuk’ vs. L’enfant est assez grand pour rester seul ’A gyerek már elég nagy ahhoz, hogy egyedül maradjon’;
Je ferme la fenêtre pour que / afin que tu n’entendes pas ce bruit ’Becsukom az ablakot, hogy ne halljad ezt a zajt’ vs. Je ferme la fenêtre pour / afin de ne pas entendre ce bruit ’Becsukom az ablakot, hogy ne halljam ezt a zajt’;
Il conduit lentement, de peur que / de crainte que la voiture ne dérape ’Lassan vezet, nehogy a kocsi megcsússzon’ vs. Il conduit lentement, de peur de / de crainte de déraper ’Lassan vezet, nehogy megcsússzon’;
J’ai fait des courses avant que le train parte ’Bevásároltam, mielőtt elindult a vonat’ vs. J’ai fait des courses avant de partir ’Bevásároltam, mielőtt elindultam’;
Les gens causaient en attendant que le concert commence ’Az emberek beszélgettek arra várva, hogy kezdődjön el a koncert’ vs. Les gens bavardaient en attendant de pouvoir entrer dans la salle ’Az emberek beszélgettek arra várva, hogy bemehessenek a terembe’;
Il est sorti sans que je le voie ’Kiment anélkül, hogy láttam volna’ vs. Il est sorti sans me voir ’Kiment anélkül, hogy látott volna (engem)’.
Az alábbi főbb esetekben nem kötelező, de lehetséges főnévi igenévvel kifejezni a tárgyat vagy egy határozót a megfelelő mellékmondat helyett, azzal a különbséggel, hogy a főnévi igenév általában a választékos regiszterre jellemző:
- A kötőszó que, és a mellékmondat állítmánya kijelentő módú: J’espère que je partirai demain = J’espère partir demain ’Remélem, hogy holnap elmegyek’.
- A kötőszó au point que vagy sous prétexte que, és a mellékmondat állítmánya kijelentő módú:

Henri était fatigué au point qu’il ne pouvait pas manger = Henri était fatigué au point de ne pas pouvoir manger ’Henri annyira fáradt volt, hogy nem bírt enni’;
Ma mère est entrée dans ma chambre sous prétexte qu’elle cherchait quelque chose = Ma mère est entrée dans ma chambre sous prétexte de chercher quelque chose ’Anyám bejött a szobámba azzal az ürüggyel, hogy keres valamit’.
- A kötőszó après que, comme vagy parce que, a mellékmondat állítmánya kijelentő módú, és az általa kifejezett cselekvés a főmondat állítmánya által kifejezett cselekvés előtti. A mellékmondat állítmánya múlt idejű főnévi igenévre válthat:

Remettez le dictionnaire à sa place après que vous l’aurez consulté = Remettez le dictionnaire à sa place après l’avoir consulté ’Tegye vissza a szótárt a helyére, miután használta’;
Nous connaissons Jules, parce que nous avons travaillé avec lui = Nous connaissons Jules pour avoir travaillé avec lui ’Ismerjük Jules-t, mert vele együtt dolgoztunk’.
- A kötőszó à condition que, à moins que vagy jusqu’à ce que, és a mellékmondat állítmánya kötőmódú:

Vous pouvez prendre des vacances à condition que vous finissiez ce travail = Vous pouvez prendre des vacances à condition de finir ce travail ’Mehet szabadságra azzal a feltétellel, hogy befejezi ezt a munkát’;
Vous pouvez visiter les musées, à moins que vous ne préfériez faire autre chose = Vous pouvez visiter les musées, à moins de préférer faire autre chose ’Meglátogathatja a múzeumokat, hacsak nem szeretne inkább mást csinálni’;
Répétez votre rôle jusqu’à ce que vous le sachiez par cœur = Répétez votre rôle jusqu’à le savoir par cœur ’Ismételje a szerepét addig, amíg kívülről tudja’.
Egyazon ige lehet alanyi mellékmondat állítmánya kötőmódban vagy alany főnévi igenévként. Az első eset akkor áll fenn, amikor az, amit az alárendelő ige kifejez meghatározott alanyra vonatkozik (ez a mellékmondat alanya), a második pedig akkor, amikor meghatározatlan alanyra vonatkozik (ez lenne a főnévi igenév alanya):
Il faut que tu fasses les courses ’Be kell vásárolnod’ vs. Il faut faire les courses ’Be kell vásárolni’;
Il serait bon que tu poses cette question ’Jó lenne, ha feltennéd ezt a kérdést’ vs. Il serait bon de poser cette question ’Jó lenne feltenni ezt a kérdést’.
Egyébként a főnévi igeneves szerkezet itt nem kötelező, mivel ugyanaz kifejezhető az on névmással kifejezett alanyú mellékmondattal és cselekvő igenemű állítmánnyal, vagy szenvedő szerkezetűvel: Il faut qu’on fasse les courses / Il faut que les courses soient faites, Il serait bon qu’on pose cette question / Il serait bon que cette question soit posée.

### Tagadott főnévi igeneves szerkezetek
Ne és pas (utóbbi helyett plus, jamais vagy pas encore) egymást követve megelőzik a jelen idejű főnévi igenevet. Ez esetben egy vagy két hangsúlytalan névmás állhat a tagadószók és az igenév között. Csak nulle part foglal helyet az igenév után. Példák:
Je regrette de ne pas y être allé ’Sajnálom, hogy nem mentem el oda’;
Je lui conseillerais de ne pas accepter ’Azt tanácsolnám neki, hogy ne fogadja el’;
Pourquoi ne pas le leur permettre ? ’Miért ne engedjék/engedjük meg nekik?’;
J’ai décidé de ne plus aller nulle part cet été ’Úgy döntöttem, hogy már sehova se megyek idén nyáron’.
A főnévi igenevet lehet tagadni a non pas tagadószó-kapcsolattal is, amikor ellentétbe teszik más főnévi igenévvel: Il aurait fallu non pas rouler toute la nuit, mais s’arrêter un peu et continuer à l’aube ’Nem vezetni kellett volna egész éjjel, hanem megállni egy kicsit és hajnalban tovább menni’.
A múlt idejű főnévi igenév tagadó alakjában a pas tagadószó állhat a segédige után (pour n’avoir pas compris cette réalité ’mert nem értette meg ezt a valóságot’), de a mai köznyelvben inkább ugyanaz a szórend, mint a jelen idejű főnévi igenév esetében: pour ne pas avoir compris.
A tagadott pouvoir ige előfordulhat egyazon mondatban tagadott főnévi igenévvel: On ne peut pas ne pas aimer le sauna ’Nem lehet nem szeretni a szaunát’.